# 臺灣國中教育
國民中學，簡稱國中，屬於中華民國九年國民義務教育的一部份。在臺灣，6歲至15歲的兒童和少年依法需接受九年以上義務教育，國民小學需在每年5月或6月將畢業生名冊造冊完畢，以便進行分發入學。除特殊個案可申請在家自學，或因重大傷病以致無法上學外，每個國小畢業生都必須到國中學習，否則視為違法，16歲以下時依法可對監護人處以新臺幣300元以上罰鍰，催告無效時每天可連續開罰直到復學為止。
臺灣中學教育史可追溯至日治時期。明治29年（1896年），臺灣總督府實施「直轄學校官制」政策，是臺灣教育史上第一個參考西方制度設立的現代學制系統。日本之後對臺灣的教育政策經過三次修改，藉由教育實行皇民化，強化臺灣人民對大日本帝國的向心力。1945年，第二次世界大戰結束，臺灣由中華民國國民政府接管，將原有之尋常高等小學校以及公學校高等科改制為縣市立初級中學、女子初中和初級職業學校。而目前臺灣的中學教育即成形於民國57年（1968年），為提升臺灣民眾知識水準，中華民國教育部實施九年國民義務教育，原「初中」、「女中」一律改制為「國中」。
國中修業期滿後，畢業生可自由選擇繼續升學或投入職場。有升學意願的畢業生可以參加國中教育會考，或是參加特色招生考試，依考試分數申請普通高級中學、綜合型高級中學、技術型高級中學或五年專科學校。
臺灣在教育改革期間大力推動各項教育改革方案，內容包括國教延伸、教育正常化和自主學習等。其中延長國民教育年限的呼聲起自民國72年（1983年）、達成共識於民國92年（2003年），民國100年（2011年）正式宣布將於2014年後實施「十二年國民基本教育」，臺灣的國民教育將向上延伸3年，現行的高中職升學制度也將廢除大半，對臺灣中學教育帶來深遠影響。

## 概況

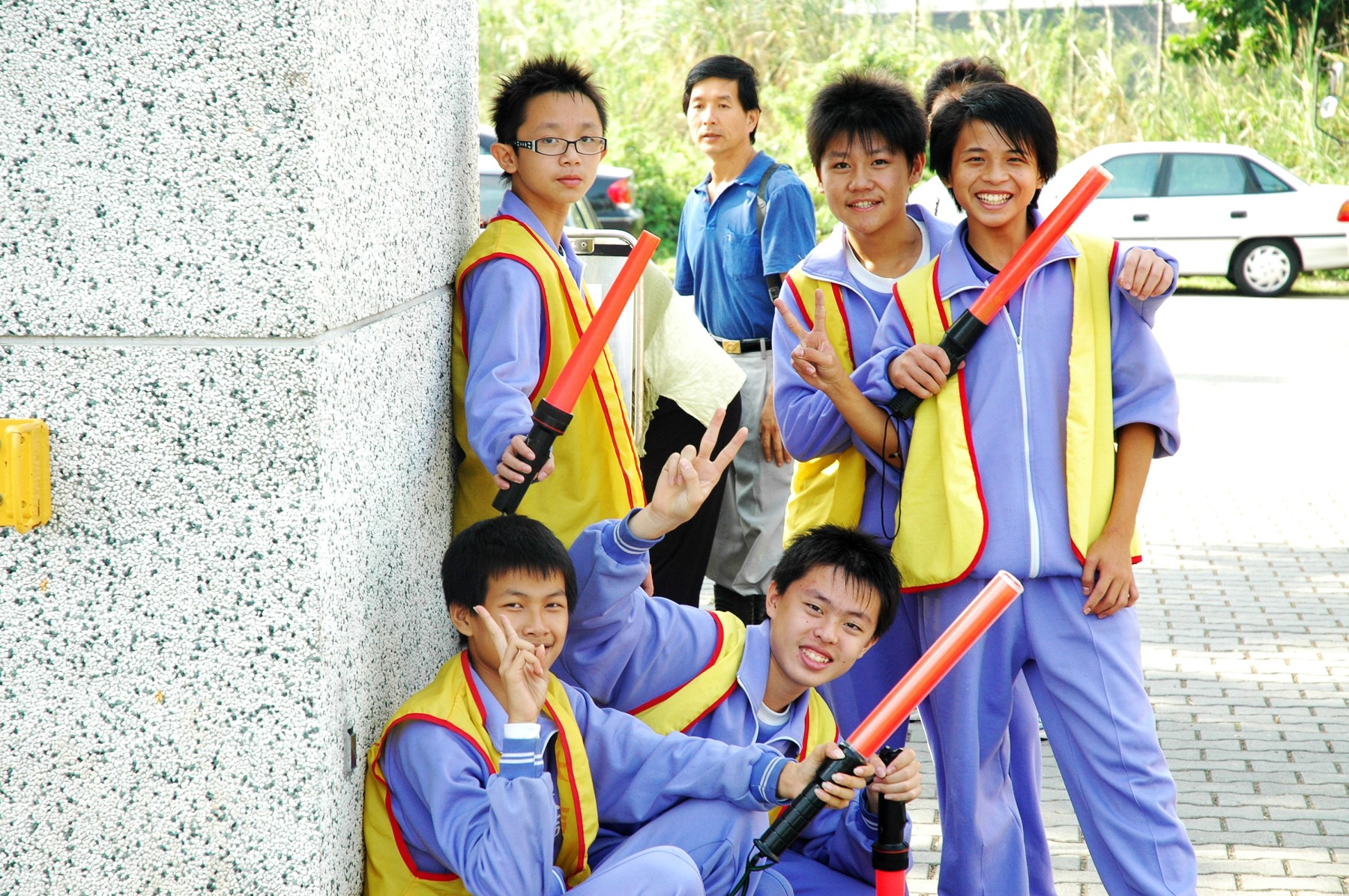
根據中華民國憲法，國民享有接受國民教育的權利和義務。圖為嘉義縣立大吉國民中學的交通服務隊學生們。

臺灣的學年採用民國紀年，開始於每年的8月1日，終止於翌年的7月31日，各項教育統計都以學年度為單位，經費則以會計年度為單位。根據《中華民國教育統計》，臺灣在104學年度（2015年8月－2016年7月）時有733所公私立國民中學、747,724個國中生和50,394位專任國中老師。這些數據與剛開辦九年國民義務教育時都有大幅增長，也反映出臺灣國中教育的發展變遷。
以學生來說，臺灣國小、國中生佔總學生人數的比例從39學年度（1950年8月－1951年7月）的93.96%減至104學年度（2015年8月－2016年7月）的16.20%，顯示臺灣教育結構已有所轉變。另外值得矚目的變化是性別比例。39學年度時有40,670個初中男生，但女生只有20,412人，差距將近兩倍；但到了104學年度時男女比例大幅縮小，分別是390,473人和357,251人，這表示在義務教育政策和女權主義抬頭下，女性的就學狀況已有所改善。除此之外，國中升學率也從39學年度的51.15%增至104學年度的99.59%，也就是說，目前在臺灣，幾乎每個國中生皆會繼續升學，以取得更高的學歷。
行政方面，39學年度時臺灣只有66所中學，但在國民義務教育實施後，為了達成「一鄉鎮一國中」的目標，臺灣廣設國民中學，因此到104學年度時臺灣已有733所專設國民中學，其中13所是私立學校；專設國中校地總面積約2,317.3公頃，另約有613公頃為體育課程用地。此外，主管臺灣國民教育事務的教育部國民及學前教育署在2014年會計年度時，共分配到877.56億元的法定預算，其中有168.61億元是用於國中小學教育，國民教育經費約有2.98億元，佔國教署當年度總預算的19.21%。:87
在原住民族教育方面，104學年度時臺灣有25,135個原住民國中生。以族別計，學生數最多的前五族分別是阿美族（8,999人）、泰雅族（4,593人）、排灣族（4,509人）、布農族（2,819人）和太魯閣族（1,606人）。至於新移民子女，當年度有73,337位，佔國中學生總數的9.81%；以父或母國籍排序（非中華民國籍者），前三國分別是越南（29,042人）、中華人民共和國（27,995人）和印尼（2,217人）。

## 歷史
日治以前，臺灣的教育體系並無明確的學制分野。臺灣的學校教育始於荷治時期，1636年5月26日，荷蘭人在新港社成立臺灣歷史上第一所學校，引進西方的讀寫識字訓練。荷蘭人最初是以傳教為興學目的，所以這所學校的課程內容也以宗教教育為主。由於荷蘭傳教士主張以口語傳教，因此他們不僅用新港語授課，還將新港語用拉丁字母書寫下來，成為日後平埔族與漢人溝通時使用的新港文書。
1661年，鄭成功在熱蘭遮城之戰後，將荷蘭東印度公司驅離臺灣，在承天府（今臺南市）建立鄭氏王朝。其僚屬陳永華在承天府建立臺灣史上第一座孔廟，也附設學堂，是為「全臺首學」。當時的孔廟也是官學所在地，是當時臺灣的最高學府。康熙22年（1683年），施琅佔領臺灣後建立第一所義學，康熙43年（1704年）設立第一所书院。此後直到光緒21年（1895年）乙未割臺為止，清領臺灣有各式以八股文教育為主的儒學、書院、義學、蕃學和民營書房，這些學校和明鄭時的官學比較接近，尚未進入現代教育體系。

### 日治時期

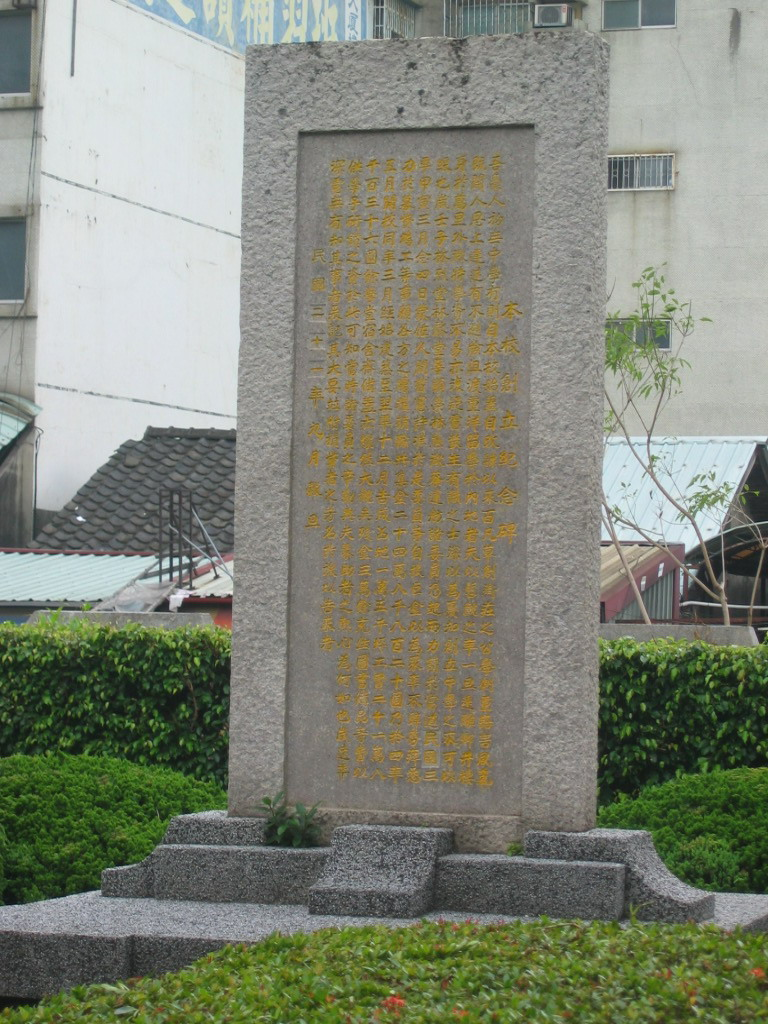
臺中市立臺中第一高級中等學校是臺灣教育史上第一所供臺灣學生就讀的中等教育學校。圖為臺中一中的創校紀念碑。

第一個將現代教育體系引進臺灣的政權是日本。1895年，日軍在乙未戰爭後佔領全臺，開始建立統治政權，其中一項便是確立對臺灣的教育政策。明治29年（1896年），臺灣總督府頒布《臺灣總督府直轄學校官制》，成為國語學校和國語傳習所的法源依據。國語學校在明治31年（1898年）時創設的「國語學校第四附屬學校增設尋常中等科」是臺灣第一所中学，也是後來臺北市立建國高級中學的前身，臺灣中學教育史由此而起。
日治初期的中學教育主要供日本學生和少數臺灣學生就讀，並不普及。明治40年（1907年），臺灣總督府發布《臺灣總督府中學校官制》和《臺灣總督府中學校規則》，正式成立中學校，但日本政府對是否讓臺灣人民在初等教育後繼續就學持保留態度。直到大正4年（1915年），日本才同意臺灣士紳開辦第一所允許臺灣人就學的中學校「臺灣公立臺中中學校」（今臺中市立臺中第一高級中等學校）。在女性教育方面，明治30年（1897年）的「國語學校第一附屬學校女子分教場」（今臺北市立中山女子高級中學）是第一所招收女生的中學，它在大正8年（1919年）成為第一所單獨設置的女學校，並開設師範科、技藝科等學科。但即使日臺學生都有各自的學校，教育年限和教材也有差別。例如臺中中學校的修業年限只有4年，比其它日本學校都少了一年。
臺灣中學教育一直要到《新臺灣教育令》發布後才開始普及。大正11年（1922年），首任文官總督田健治郎發布《新臺灣教育令》，提倡「日臺共學」，統一教育年限和教材，增加臺灣學生的就學機會。另外，《臺灣公立中學校規則》、《臺灣公立高等女學校規則》也陸續頒布，使臺灣的中學校數目大幅增加。
日本對臺灣的中等教育政策偏重實業，因此即使是臺中中學校，實業的課程也比日本人學校來得多。學制上，臺灣學生自公學校畢業後，可以選擇進入以學業為主的普通中學校或以實業為主的各種預科學校，包括師範、醫學、農業、林業、商業和工業等類別。太平洋戰爭爆發前夕，昭和16年（1941年），臺灣總督府發布第三次《臺灣教育令》，將小學校和公學校統一為「國民學校」，以「皇民化」做為教育目標，為日本的擴張提供後援。

### 戰後至今
1945年8月15日，日本投降，二戰正式結束。蔣介石委派陳儀在同年10月25日接受在臺日軍投降，接管臺灣。戰後初期，臺灣各地的中學在課程、師資和管教上都出現劇變，原有的「國語課」改教中文，原先的歷史、地理、修身、柔道等科目也停止上課，民間的漢學家成為各校爭相延攬的對象。臺灣的各級學校在國民政府派員接收前都出現這種漢學教育流行、日式教育停止而教師流動率高的現象，臺籍和日籍學生除英語、數學和理科是共同授課外，其它科目在此時都分開教學，直到日籍師生被遣返為止。
國民政府全面接收臺灣各級學校後，將原有的尋常中學校、高等女學校改制為縣市立初級中學和女子初中。課程上，除英語、數學和理科可由尚未遣返的日籍教師授課外，其餘科目皆由本省籍或外省籍教師授課。學制上，政府將日治時期的「國民學校高等科」改為初級中學，但因為國民學校高等科是二年制，所以畢業生必須考插班考才能讀初中三年級，而原高等科一年級生則必須重新報考初中一年級，形成「同班不同齡」的狀況。
臺灣初中教育的分水嶺之一是二二八事件，這場因私菸查緝血案爆發的大規模武裝衝突，引發為時數月之久的軍事鎮壓和屠殺，對戰後臺灣政治、社會和教育影響甚鉅。在二二八事件前，臺灣的初中校園裡就已出現本省、外省籍教師相互排斥的現象，而外省學生大量轉學到臺灣也引起家長和學生的不安。軍事行動之後國民政府展開清鄉，對中學生的屠殺也包含在內，因為學生是二二八事件中最有組織性的群眾，除臺南女中外，其餘初中、高中師生都群起罷課並參與反抗國民政府。如由臺灣省立高雄第一中學（今高雄市立高雄高級中學）學生組織的雄中自衛隊，除了反抗政府外，還主動維持已陷入無政府狀態的市鎮治安；許多外省籍教師不僅未遭報復，還受到本省籍師生們的保護，因為學生們認為「教育工作者沒有政治責任」。
臺灣的各級學校復學後，課程上徹底實施中國化教育，強調三民主義和民族精神教育。日式教育被國民政府當成二二八事件發生的主因，原有的日式教育被強制禁止，連圖書館裡的日文藏書都被審查燒燬。這種強制灌輸政治思想和民族文化、視教育為「精神國防」的風氣，一直持續到解嚴後才有所轉變。
民國57年（1968年），政府實施九年國民義務教育，將國民教育延伸至初中，原本的初級中學和初級職業學校一律改制為國民中學。為了達成「一鄉鎮一國中」的目標，政府不僅徵收私立國中，還將各地的「中學」分拆為高中和國中，例如當時的臺南市立中學（今臺南市立大成國民中學）就將高中部移撥給省立臺南一中（今國立臺南第一高級中學）、臺南二中（今國立臺南第二高級中學），原臺南中學便改制為國民中學。國民中學在課程上依然貫徹「民族精神教育」，這個詞彙在民國40年（1951年）出現，當時中華民國中樞甫遷至臺灣，於是便提倡四維八德、儒家學說等中國傳統文化精神和反共主義，以鞏固政府的權威和強化台灣人的民族認同。
九年國民義務教育對臺灣社會最大的影響，是國民知識水準提高，使得學生畢業後在職場上也更具競爭力。九年國教實施後就學的臺灣人口，其邊際生產力高於九年國教實施前的人口。另一方面，九年國教雖有效降低國小學生的升學壓力，但仍無助於減輕國中生的升學壓力，以及升學壓力帶來的非常態教學，如課後補習、明星高中或能力分班等，隨著時代變遷，九年國教也必須面對改革的浪潮。
1980年代的臺灣開始進入自由化時期，「改革既有教育體制」成為這波自由化浪潮的主要議題之一。這波教育改革徹底衝擊臺灣的教育體制，國中課程和師資培育管道走向多元化，教科書逐步改為審定制，連校園規範都受到挑戰，髮禁被廢除，制服也開放各校自行設計。這段時期（1996年－2006年）被稱為「十年教改」，前期具有高度的社會共識，後期則以反思和批評為主流意見。教改的許多政策如多元入學、一綱多本、九年一貫開始受民眾質疑，教師也因課程改革壓力而上街示威抗議。教改成為「政策亂象」的代名詞。
民國100年（2011年），政府宣布於3年後全面實施十二年國民基本教育，是十年教改時期後最重大的教改事件之一。有別於九年國教，十二年國教不是義務教育，國中生可以自由選擇是否升學，接受政府提供之免費高中教育。此次改革是為了達到減輕升學壓力、鼓勵就近入學、平衡城鄉落差等多重目標，在實際實施前，十二年國教政策仍充滿討論的空間。

## 教育體系

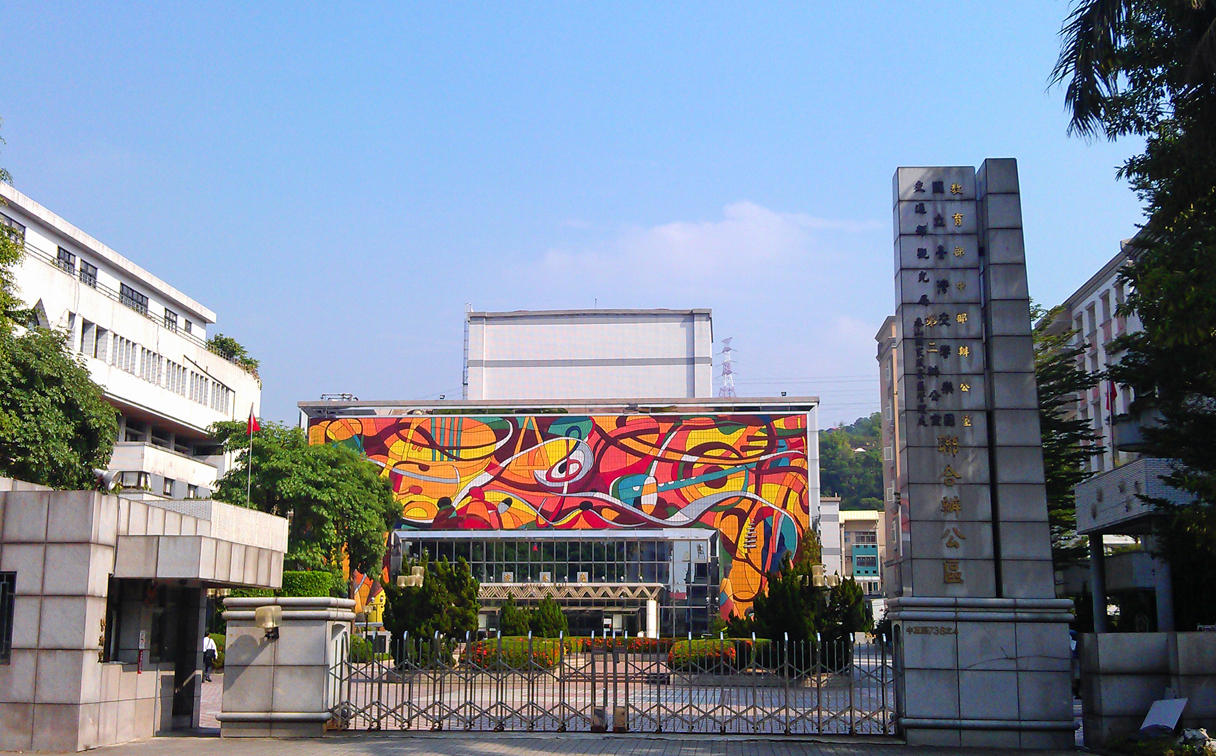
教育部國教署是臺灣國民教育的最高主管機關。圖為國教署所在的聯合辦公區正門。

臺灣國民教育的最高主管機關為教育部國民及學前教育署，負責管理全臺國民小學、國民中學、高中職學校、學前教育、特殊教育和失學民眾的教育事宜。:7國民中學作為國民教育的一環，在12歲至15歲的少年少女自國民小學畢業後繼續提供3年的教育。民國57年（1968年），立法院通過《九年國民教育實施條例》，實施9年國民義務教育，前6年為國小教育，後3年為國中教育。目前在臺灣，國民中學大多為公立的獨立學校，但完全中學、綜合高中和私立學校也可附設國中部，實施國中教育。
臺灣的專設國民中學由地方政府管轄，只有國立完全中學附設國中部為國立學校。行政上，各地方政府所屬國民中學和國立學校分受地方政府教育局處和教育部管轄，其教師在《中華民國刑法》上為公務員，但不在《公務員服務法》第24條定義的範圍內，因為教師有自己的任用和薪俸制度。國民中學的教師依法可組織學校地方全國三級教師工會（全國為全教總及全教產）及學校地方全國三級教師會，維護職業尊嚴，並代表會員向各級機關爭取自身權益。同樣地，家長和學校校長也可以組成利益或職業團體，和教師團體三方合作或制衡，在教育議題上發聲。
國中生在學校修業完畢後，可自由選擇投入職場或繼續升學。職場上，中華民國勞動部禁止僱主雇用未滿15歲的兒童或少年，但已經國中畢業者不在此限，自國中畢業起至16歲止的勞工是《勞動基準法》第44條所定義的童工，受法令保護不能超時或從事特定危險工作。在升學方面，國中生取得會考成績後可依自由意願決定要就讀高中、高職或五專，除高中是中等教育外，其餘皆屬於技職教育。

## 學生

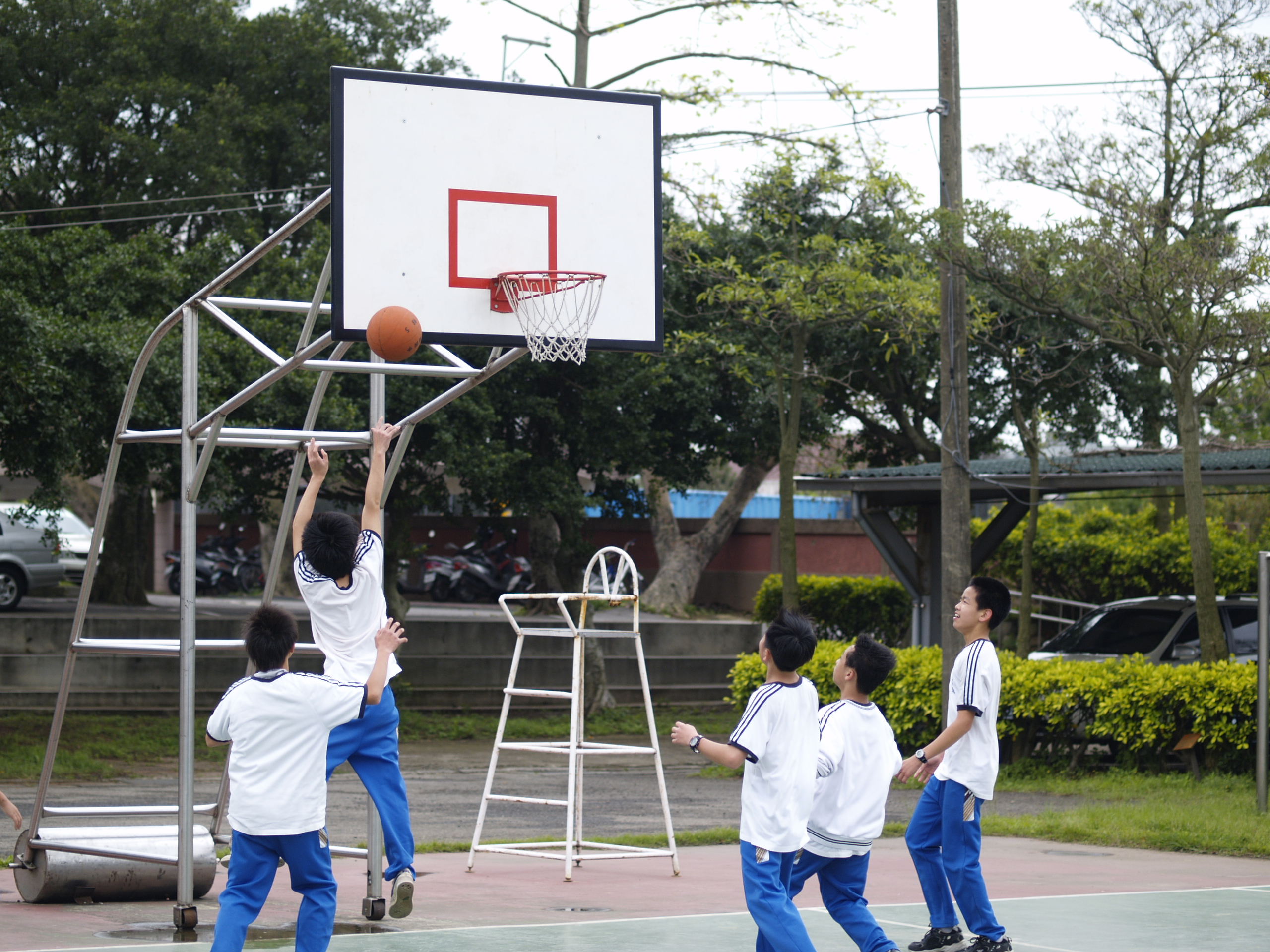
國中生比兒童時期更重視同儕關係，同學是國中生的重要他人。圖為在體育課上打籃球的新竹縣立新湖國民中學學生。

104學年度（2015年8月－2016年7月）時，臺灣有747,724個國中生，以性別分類，男生有390,473人，女生有357,251人；在族群上，原住民國中生則有25,135人，且大多就讀於公立學校，比例為96.88%。:80這群年齡介於12歲到15歲的青少年屬於青春期前期，無論身心都有很大的變化。生理上，青春期前期的少年少女開始出現第二性徵，生殖器逐漸發育，女生出現月經、乳房隆起，男生長出鬍鬚和喉結。心理上，青少年開始有能力對社會、自我作抽象思考，但在是非判斷上仍有欠經驗；人體的內分泌系統在這個階段會使人不易控制情緒，而性徵成熟也讓性、性別和性別認同進入青少年的人生。臺灣的國中生在求學時除了需面對自己的身心變化，也需要面對課業、感情、家庭、同儕關係等多重社會壓力，情緒爆發的次數不一定比較多，但持久性卻比儿童期來得長。因此國中生需要家庭、學校與社會共同給予輔導支持，以度過這段心理狂飆的時期。
臺灣社會趨向少子化，過低的出生率使新生兒數目年年減少，也逐步衝擊臺灣的教育市場。根據教育部在民國105年（2016年）做的預估報告顯示，臺灣在120學年度（2031年8月－2032年7月）的國中生總人數將僅有610,680人，當年度的國一新生也僅有200,293人。這波國中新生負成長加劇於99學年度，因為國小新生的負成長加劇於93學年度（2004年8月－2005年7月），而這也表示高中新生的負成長將在116學年度（2025年8月－2026年7月）爆發。學生人數變少表示學校將面臨轉型，甚至裁併的處境，連帶加重師資過剩的問題。

### 班級

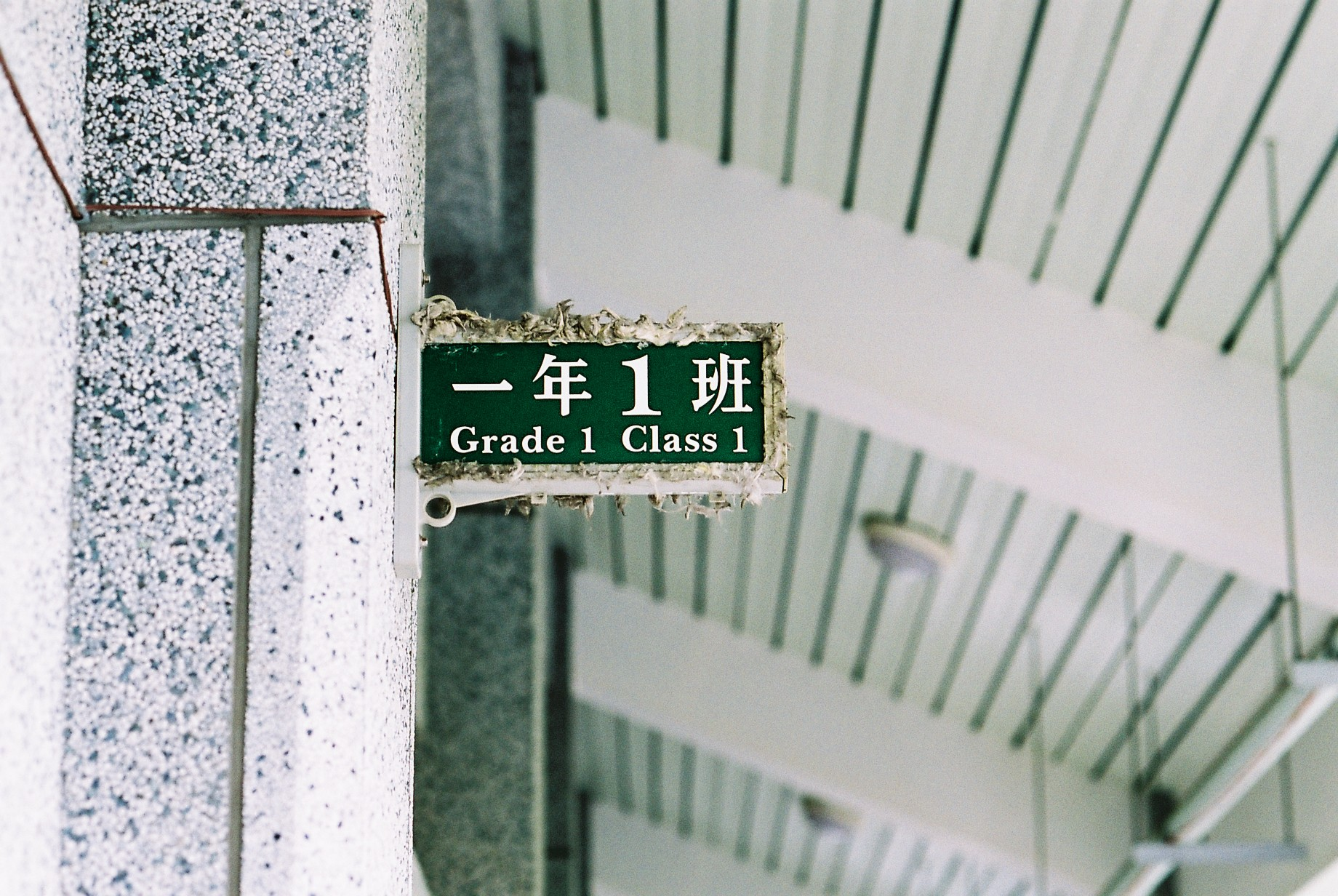
國民中學將學生分班，除專業科目外，均於固定教室作息。圖為嘉義縣立大吉國民中學一年1班教室門牌。

普通班依《國民教育法》第12條規定，採小班制教學，每班約32人，由一位導師負責監督課業。編班以隨機抽選編班為原則，常態編班，但可依教學需要作分組學習。學校可依國中新生的智力測驗結果以S型排列、公開抽籤、電腦亂數等方式編班，轉學生亦以抽籤方式決定入讀班級。分組學習方面，以英語、數學和自然與生活科技為限，2或3個班級為組群進行分組教學。此外，為提高升學率，部分學校會違法設置加強班，將各普通班成績優良之學生予以集中上課，但因運作方式形同校園內開設補習班，而受到教育部明令禁止。
特殊教育方面，國民中學可開設資源班或特殊教育班，針對聽力障礙、語言障礙、視力障礙、智力障礙、閱讀障礙、自閉症等身心障礙學生提供資源輔導。資源班學生學籍在普通班，平常在一般班級上學，僅在部份時段到資源教室接受指導。而特殊教育班學生的學籍在特教班，作息皆依照特教班課表來進行。除了以學業為主的普通班外，國中還可以有同屬於特殊教育的「藝術才能班」（音樂、美術、舞蹈）、「民俗班」和「體育班」等特殊專長班級。學校如果要設置藝術才能班和體育班，必須將教學計畫書呈送教育主管單位審核，通過後才可辦理入學鑑定，且每班不得超過30人。
班級幹部多由學生自行選出，以班長、副班長為首，通常有風紀、學藝、衛生、康樂、總務、環保、資訊、圖書、輔導、保健等股長協助同學、教師和行政人員處理班級日常庶務。這些股長沒有性別限制，但國中生仍常認為男生適合當班長、風紀股長、體育股長等領導性職務；認為女生適合當副班長、學藝股長、總務股長等輔助性職務。這不一定是性別歧視，而是受到性別刻板印象影響，在選舉、溝通時產生不同的應對方式。相對地，良性的師生互動能健全學生的性別意識，讓不同性別的學生相處和諧、互動融洽，因為教師的治學風格、班級經營對學生有很大的影響力。教師在性別議題上，仍然扮演重要的一角。教育學者李雪菱發現，如果教師性別意識薄弱、或沒有教導教育性別的熱忱，會影響性別課程的品質。甚至成為變成反性別教育。

### 制服

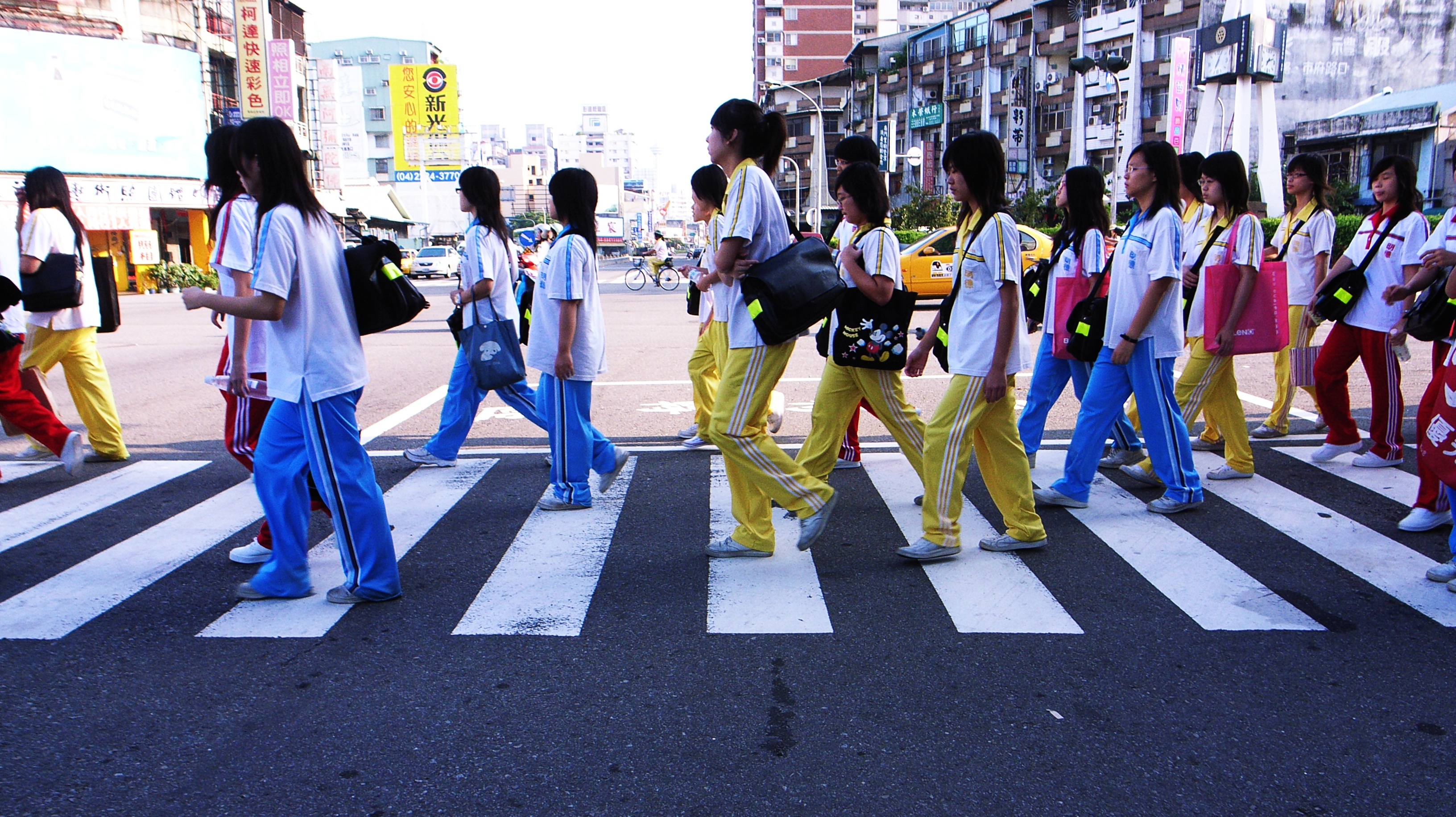
臺灣中學生在制服以外，還配有適合從事體育活動的運動服。圖為換季期間穿著運動服的臺中市私立明德高級中學學生。

制服在臺灣非常普及。臺灣的國中制服有季節之分，通常夏季制服男生為短袖襯衫及短褲，女生為短袖襯衫及百褶裙或短裙，部分為水手服；冬季制服男女生為長袖襯衫及長褲，配有外套或毛衣。為適應氣候變化，維護學生身體健康，學生制服換季日期由學校視實際狀況，自行規定，學生可以按照個人需求增減衣著。制服由各校自行設計，教育部沒有規定制服的樣式，但上衣通常繡有校徽、學號、姓名和年級，部份學校也會規定鞋襪的款式（如白鞋白襪）或配件（皮帶）。國中生上學必須穿著制服或運動服，學校通常禁止學生穿便服到校。
日治初期的臺灣學校並無規定制服，公學校學生上學時的衣著主流為對襟衫、大擋褲和軟布鞋。隨新式學制引進，大正8年（1919年）的《臺灣教育令》開始要求學生必須穿著「日式西化」的棉質制服，男生制服為立領上衣、對襟五扣、過膝長褲和黑皮鞋；女生制服上衣則為水手服或白襯衫配藍背心裙。第二次世界大戰期間，因應戰爭避難需要，臺灣的學生制服統一改為「國防色」草綠色，女生制服出現連身褲和工作褲等實用的式樣。此時的制服規定不嚴格，學生穿著也比較隨性。
戰後，制服的樣式再度被更改。初中男生的夏季制服為白色襯衫、短褲，冬季為全身卡其服；女生的夏季制服為白襯衫、百褶裙，冬季為卡其上衣和深色長褲。民國57年（1968年），臺灣面臨首波教育改革，實施九年國民義務教育後的國中制服和之前大致上沒有改變，但各校可增減配件（如夾克）。1980年代後，社會風氣趨向自由，開放制服的呼聲四起，因此在民國73年（1984年）起授權各校自行規定及設計制服樣式，因而使制服的樣式有改變，出現各式、各色的襯衫與褲子、裙子。

### 輔導

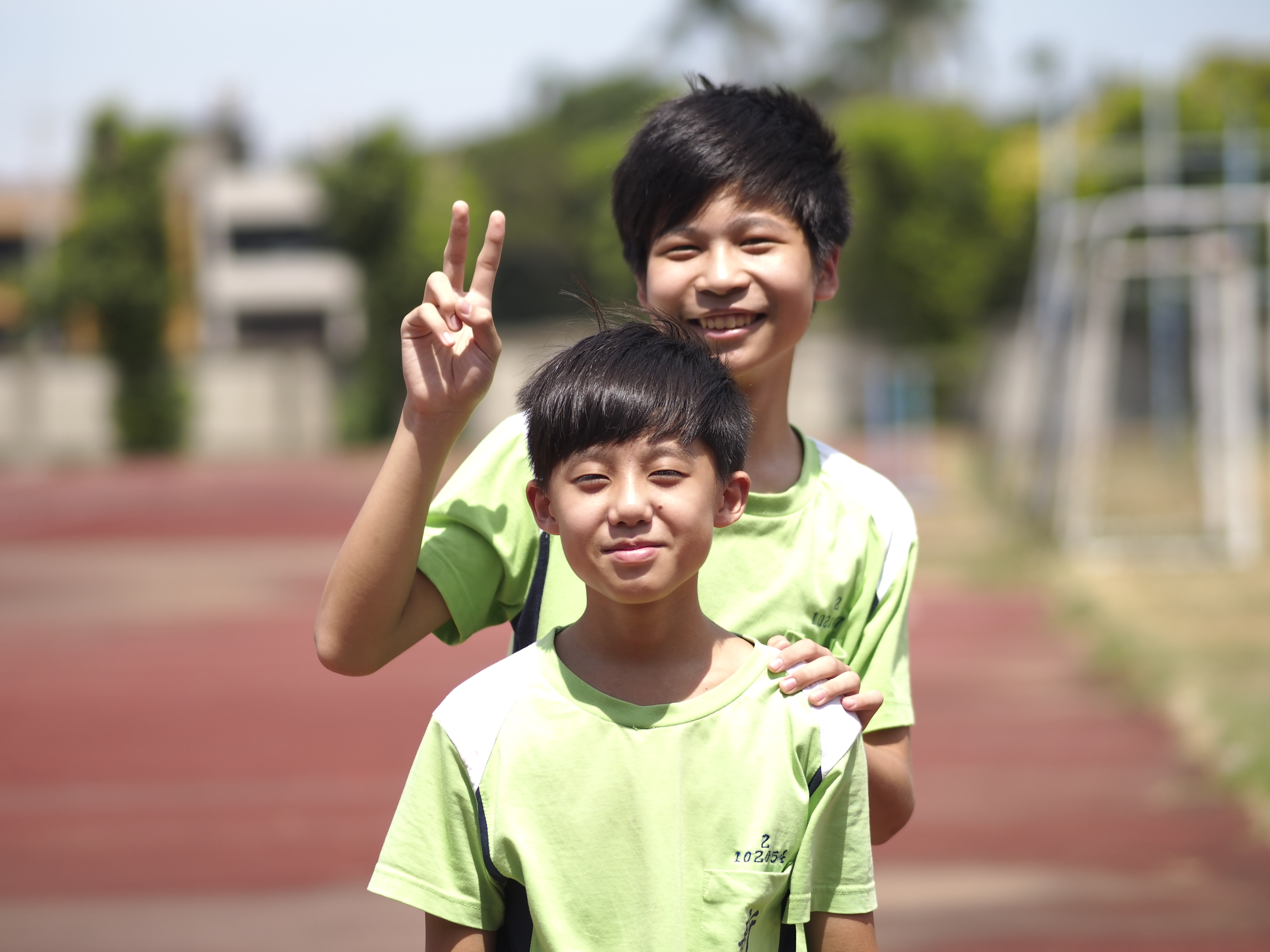
青少年的心理發展需要專家協助。圖為新竹縣新湖國中的男學生。

臺灣國民教育階段的學生輔導制度採雙軌制，以輔導教師和專業輔導人員為中心。依《學生輔導法》第10條規定，國民中學應設置「學生輔導工作委員會」，協調校內學生輔導工作進行。同時，校內應設有輔導教師和專任輔導人員，每校都至少應設置1名輔導教師和專業輔導人員，超過20班則增置1名輔導教師、超過15班則增置1名專業輔導人員。
處於青春期的國中生比其它人生時期的學生更有諮商需求，但也更難輔導，因為青少年的心理問題不只是個人問題，常涉及家庭、學校和社會等各種面向。根據臺灣教育學家蕭佳純、董旭英使用臺灣教育長期追蹤資料庫進行的縱貫性研究顯示，臺灣國中生的心理健康狀態以每年0.41個單位下降中，而且女生的心理狀態比男生要差，顯示臺灣國中生心理健康問題的嚴重程度。
因此，相較於其它教育工作者，學生輔導工作者更需要專業心理諮商技能。民國103年（2014年），立法院通過《學生輔導法》，在校園既有的輔導教師之外，增置具備心理師或社工師執照的「專任輔導人員」一職，以回應既有校園輔導體系缺乏專業、人力不足，以及學生心理健康日趨複雜、嚴重等問題。對輔導人員來說，國中生和成人的差異在於諮商動機不同，認知和理解能力也有差別，他們普遍不信任成人，容易和成人制定的規範衝突，卻又不懂如何精確地表達情緒。因此國中的輔導人員多半會採用同盟策略，輔導者和學生不是治療和被治療的關係，而是盟友，共同面對問題的夥伴。藉由拉近關係，取得學生的信任，從而達到諮商的目的。

### 聯課活動

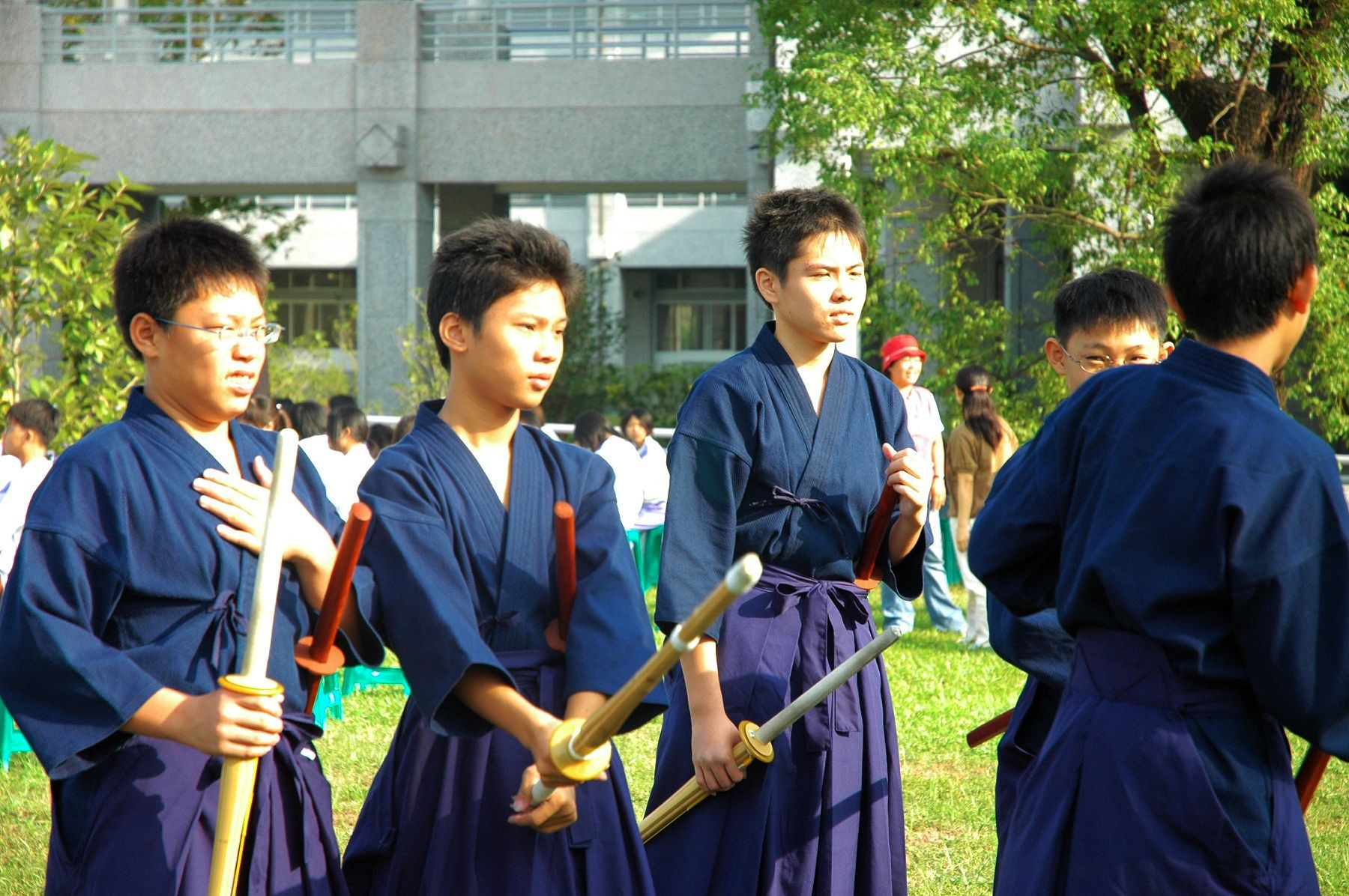
參加社團活動有助於國中生拓展人際關係。圖為嘉義縣大吉國中劍道社的學生們。

臺灣的國中一般鼓勵學生參加社團，每週至少有兩節課的時間為「聯課活動」。九年一貫課程雖然沒有明確規定社團課程，但多數學校仍維持民國83年（1994年）頒定的課程標準，鼓勵學生參加社團。這些學生社團皆為自願參與，不受班級和年級限制，但需有教師在場指導。國中學生社團的類別可分為學術、藝術、康樂、科技、運動、服務和聯誼7種，其中又以學術、藝術、康樂和運動為大宗。
處於青春期的國中生特別重視人際關係，對國中生而言，同儕是最重要的重要他人，而非家人或師長。因為同儕團體對國中生有很大的影響力，所以他們會努力融入團體，期望受同儕團體接納。以參與度來說，每週參與社團活動時間越多的學生，其人際關係越好，情緒變化也越穩重。社團幹部對社團的向心力較佳，性別上女生對社團參與的滿意度比男生高，男生相對容易有人際困擾。但無論性別，年級越高，社團參與的程度就越低，這個現象無分年齡，從國小到大學都是如此。
國中的社團活動雖然受到政府、學生和家長鼓勵，但仍常因天氣、行政不力、校園活動安排、考試和借調補課等原因被挪用或取消。除此之外，國中的學生社團也常面臨場地、經費、設備和師資缺乏的情況。這主要和學校是否重視學生社團發展有關，因為學校可以選擇要補助學生社團多少資源，甚至可以控制社團時間的長度，對社團發展有重大的影響。

## 教學

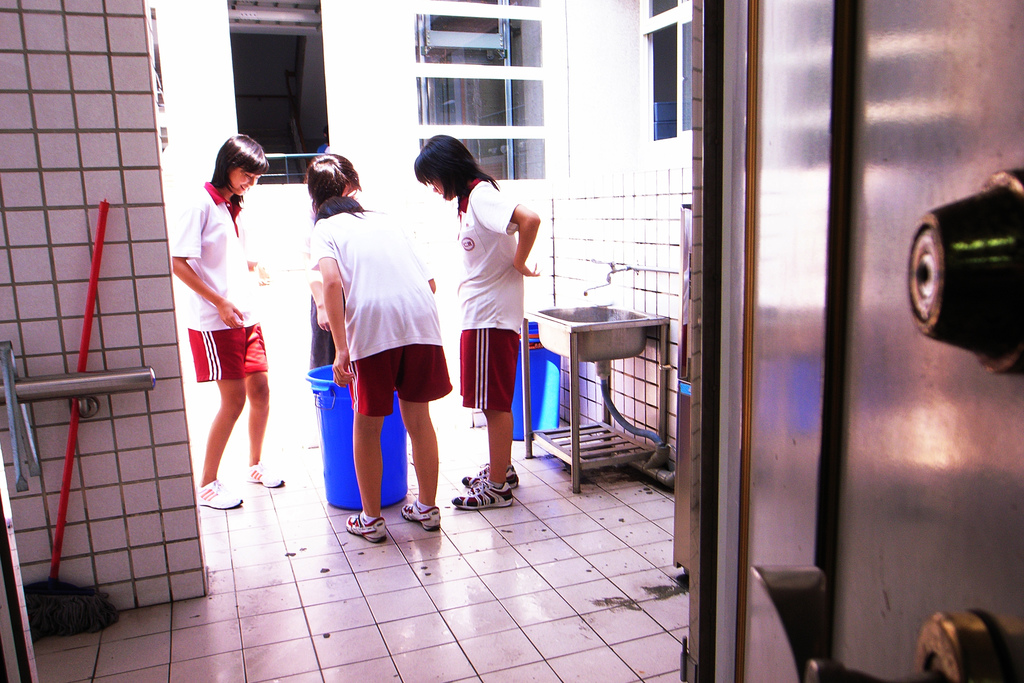
正在進行晨間打掃的臺中市立居仁國民中學女學生。

臺灣國中的每日作息由各校自訂，通常先進行晨間打掃，接著早自習開始於早上7點30分，之後才到校的學生將被視為遲到。7點30分後約20分鐘至30分鐘不等的早自習時間，學生可在這段時間唸書、寫作業或接受平時測驗。有些學校會利用這段時間開朝會，升旗、頒獎與報告校務。
上課時間開始於早上8時整或8點10分，至中午12時前有4堂課，每45分鐘或50分為一節，每堂課後均休息10分鐘，讓學生和教師休息、備課或運動等。12點後有30分鐘的午餐時間，部份學校會提供營養午餐。午餐時間後約有30分鐘的午休時間，這段時間主要供師生午睡，輔導人員執行輔導任務時也可能利用這段時間。學校在下午還有3節課，可能是13時左右開始，15時左右會有一段15到20分鐘左右的打掃時間，讓學生打掃校園環境。第7節課是一天中的最後一節課，但學校可依地方政府頒定的輔導課法令實施非強迫性，且不得教授課程新進度的學業輔導課，即所謂「第8節課」。

### 教師

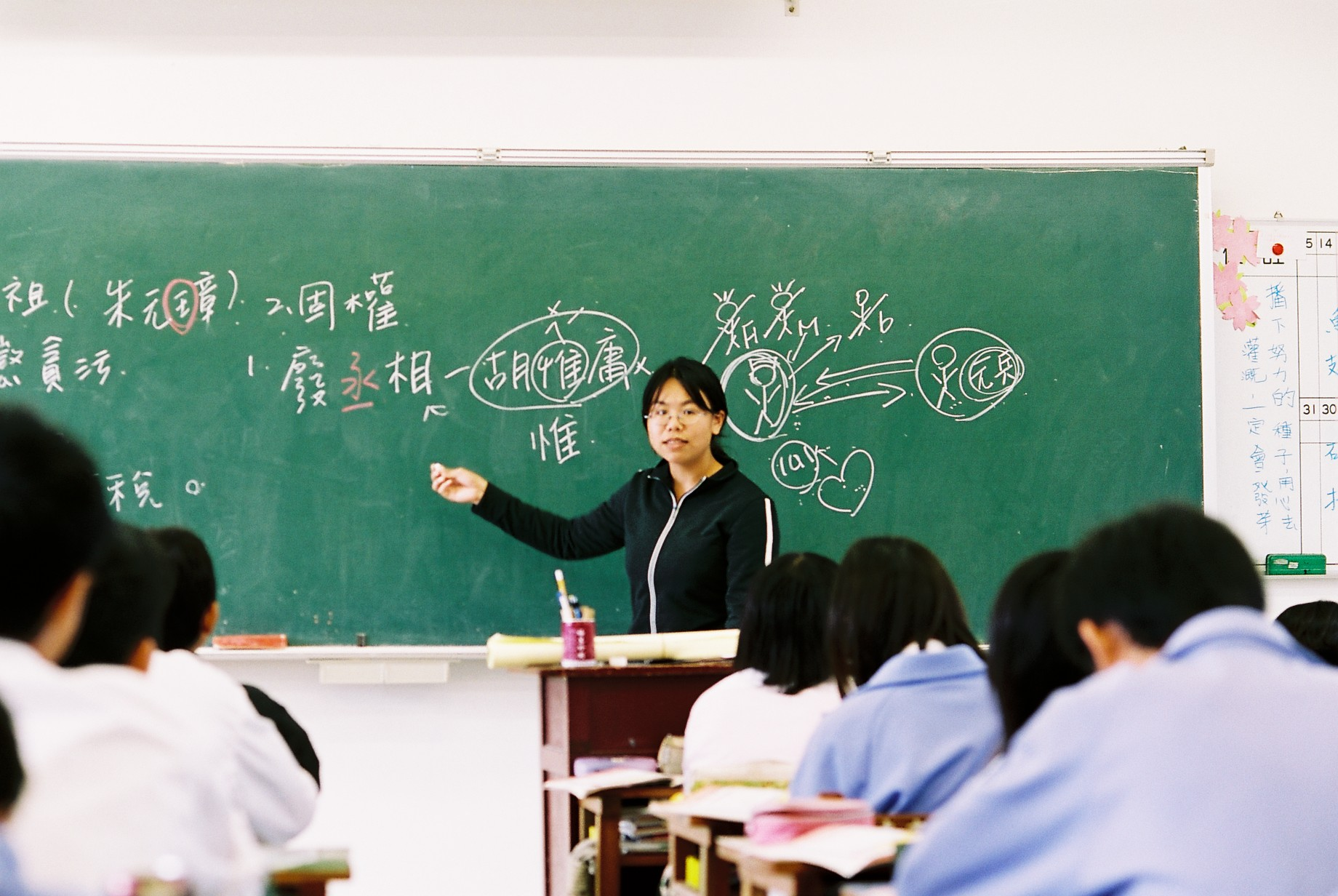
根據臺灣現行的師資培育制度，有意從事教職者必須在教育現場實習半年，方有參加教師檢定考試的資格。圖為授課中的嘉義縣大吉國中歷史實習老師。

臺灣在104學年度（2015年8月－2016年7月）時有50,394位國中專任教師，其中622位具有原住民身份。在臺灣，有意在國中任教者必須修完教育學分或教育學程、通過教師資格檢定考試，並參加中央政府、地方政府或者各校不定期舉行的聯合或獨立教師甄試，才能成為國中的正式教師。民國83年（1994年），立法院修正《師資培育法》，開放各大學可自由成立教育學系或教育學程，並建立教育實習、師資檢定制度。在此之前，臺灣只有國立臺灣師範大學、國立彰化師範大學、國立高雄師範大學和國立政治大學教育學系，3所大學及1系可以培育中等學校師資，師範大學除了幼兒教育學系外，其餘系所的學生主要為公費生，《師資培育法》修正後才以招收自費生為主。
國中老師在學校每週須授課16到20節，導師可扣除導師時間節數。另外，依《教師法》第17條，國中老師在學校的工作還包括輔導與管教、研究進修、參與行政和學術工作與擔任導師，同時也負有維護校譽、保障學生權益、保密學生資料、遵守師道的義務。和學生一樣，國中老師也要接受定期成績考核，依年度表現分成三個等級，分別領取兩個月、一個半月和不領取薪資加給，加晉本薪或年功薪。而在平時成績考核方面，教師依表現可被記功或記過，考核由各校組成的「教師成績考核委員會」執行，並依法通報上級和當事教師。
在「教職員退休撫卹新制」實施前，臺灣的公立國中教師可享有「軍公教18%優惠存款」。國中老師退休後可依法請領退休金，政府給付的方式有月退休金和一次性退休金兩種，兩者都另有公保養老給付，教師若擁有民國84年（1995年）7月1日前的年資，可享有銀行或郵局的18%年利率存款。這個制度的規劃有其時空背景，因為1960、1970年代的軍人、公務員和教師普遍薪資微薄，當時又有通貨膨脹，因此需要優惠存款補貼退休軍公教人員的生活。自民國85年（1996年）起，「教職員退休撫卹新制」取代軍公教18%優惠存款，成為公立國中小教師退休的依據。任職5年以上、年滿60歲或任職滿25年的教師可依法向國庫（國立學校）、直轄市庫（直轄市立學校）和縣市庫（縣市立學校）請領退休金，保障退休生活。

### 課程

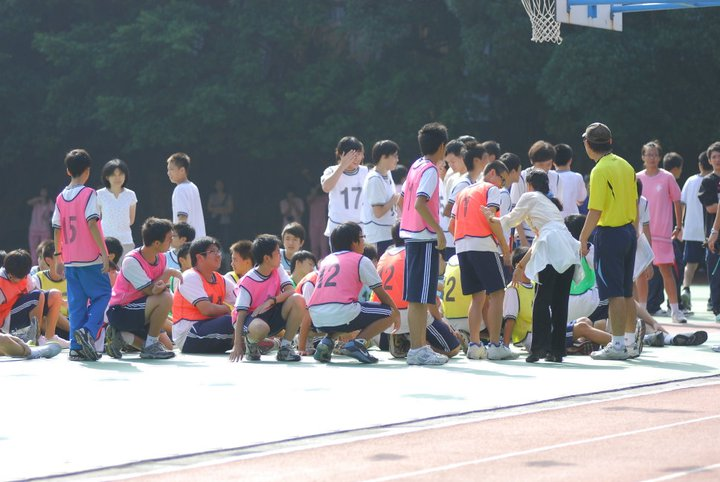
許多學校會在校慶或運動會時舉辦接力賽跑，兼具了驗收學習成果和競爭娛樂的功效。圖為臺北市立大安國民中學於校慶時舉辦的班際接力賽跑。

自90年學年度（2001年8月－2002年7月）起，臺灣國中、國小的課程統合為九年一貫課程，教師須依據教育部頒定的《國民中小學九年一貫課程網要》授課，教科書出版商也依課綱撰寫課文。根據現行的〈97年國民中小學課程綱要〉，國中課程分為七大學習領域，包括語文（國文、英文）、健康與體育（健康教育、體育）、數學、社會（地理、歷史、公民）、藝術與人文（音樂、美術、表演藝術）、自然與生活科技（生物、理化、地球科學、資訊、生活科技）、生活、綜合活動（童軍、輔導、家政）等領域。
除了這些學習領域外，教育部還規定學校須教授性別平等、環境、資訊、家政、人權、生涯發展與海洋等重大議題。這是九年一貫課程最大的特色，強調教育鬆綁、權力下放、民主參與和多元選擇。實施九年一貫前，臺灣國中的課程使用的標準是歷經12次修訂、沿用69年之久的《中小學課程標準》。第二次世界大戰後，國民政府對臺灣的教育政策旨在掃除日本的皇民化思想，國語教學受到重視。此時的課程會因社會需要而改變，例如早期社會風氣保守，民國61年（1972年）的國中課程標準雖然有性教育內容，但教師多半略過不提，讓學生自行閱讀。這讓教科書的性觀念也趨向圍堵，視性為罪惡、不道德的，以致於忽略學生的實際需求。直到1990年代後，臺灣社會風氣趨向自由，加上性侵害案件頻繁，民國82年（1993年）修正通過的課程標準才吸納更多族群的意見，讓內容更具彈性，健康教育也才成為九年一貫課程的教育核心之一。
實施九年一貫後，課程綱要仍會隨社會需要而改變，接納更多族群的意見，追求友善的教育內容。例如刪除吳鳳傳說，提倡多元文化、加強環境教育，鼓勵學生保護自然、通過《性別平等教育法》，尊重性別、性傾向和性別認同平等。解嚴後的臺灣社會風氣自由，各種團體都可以就教育議題發聲，遊說教育部採納自己的看法，形成多元教育、多元選擇的現象。

### 教科書

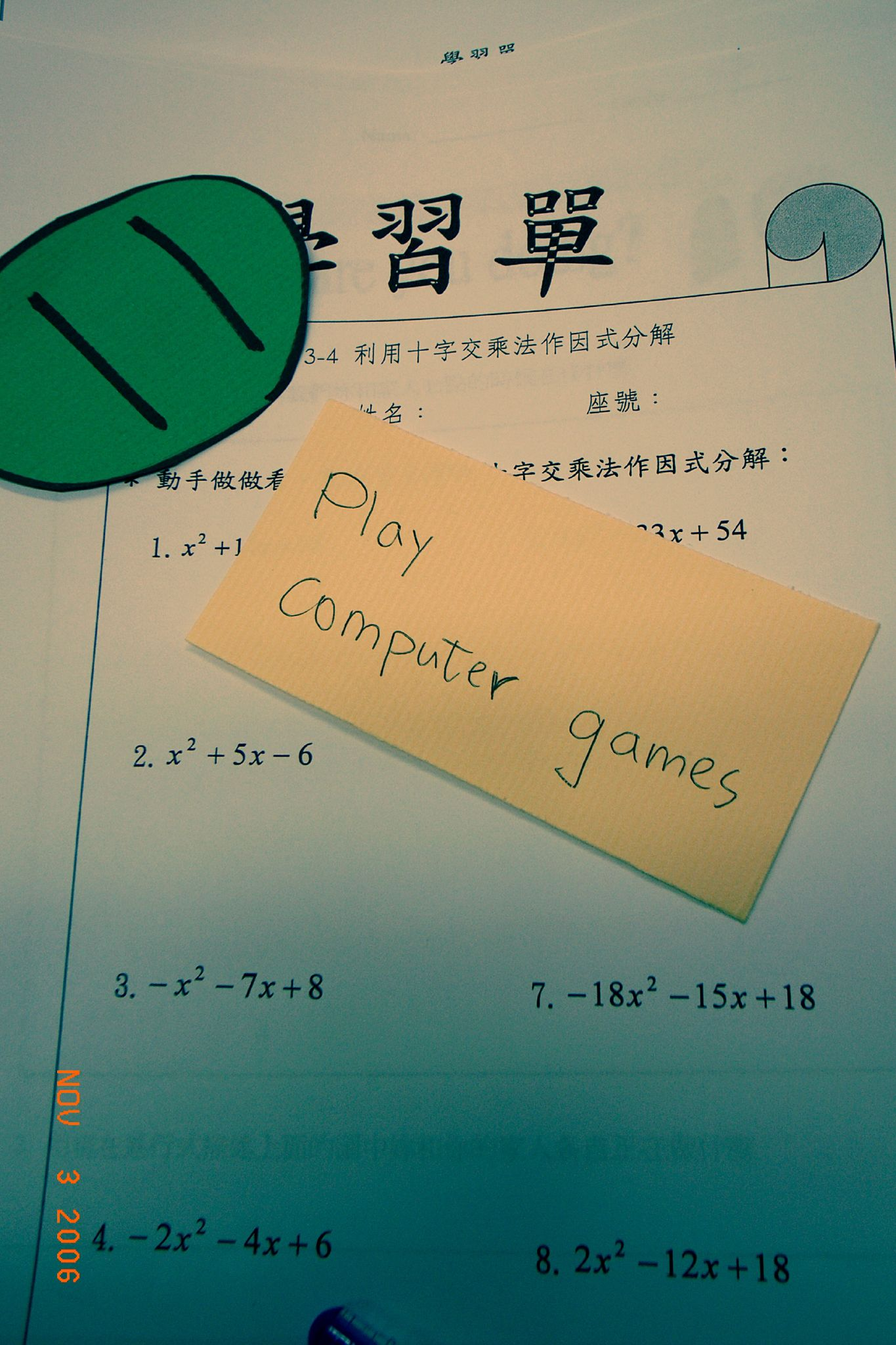
除了教科書外，臺灣的國中老師也常搭配各種教具輔助教學。圖為數學學習單和英文片語卡。

臺灣的教科書採「一綱多本」審定制，教育部制定課程綱要，將教科書開放給民間業者編寫。「一綱一本」與「一綱多本」孰優孰劣在臺灣是個持續爭論中的教育議題，一度讓臺北市、新北市和基隆市的地方政府脫離中央主辦的基本學力測驗，另辦「北北基高中職聯合入學測驗」，形成地方政策與中央政策分庭抗禮的現象。民國78年（1989年）以前，臺灣採行一綱一本制，教科書統一由國立編譯館編寫。然而為了回應社會要求開放的呼聲，教育部自民國78年（1989年）起開放教科書可由民間業者編寫，學校可組成教科書評選委員會決定要用哪種版本的教科書，形成一綱多本制。
日治時期的臺灣教科書採國定制，課文由總督府撰寫。當時公學校和小學校使用的課本不同，公學校的課本依據明治31年（1898年）的《臺灣公學校令》撰寫，稱為「國民讀本」。國民讀本著重和化教育，初期為了拉攏臺灣士紳，課程仍強調尊重傳統漢文教育。但隨著戰爭爆發，總督府開始關閉傳統書房、廢除漢文科，全面進行同化教育。臺灣學生如果要學習漢文，只能由家中長輩講授，或背著政府到地下書房求學。

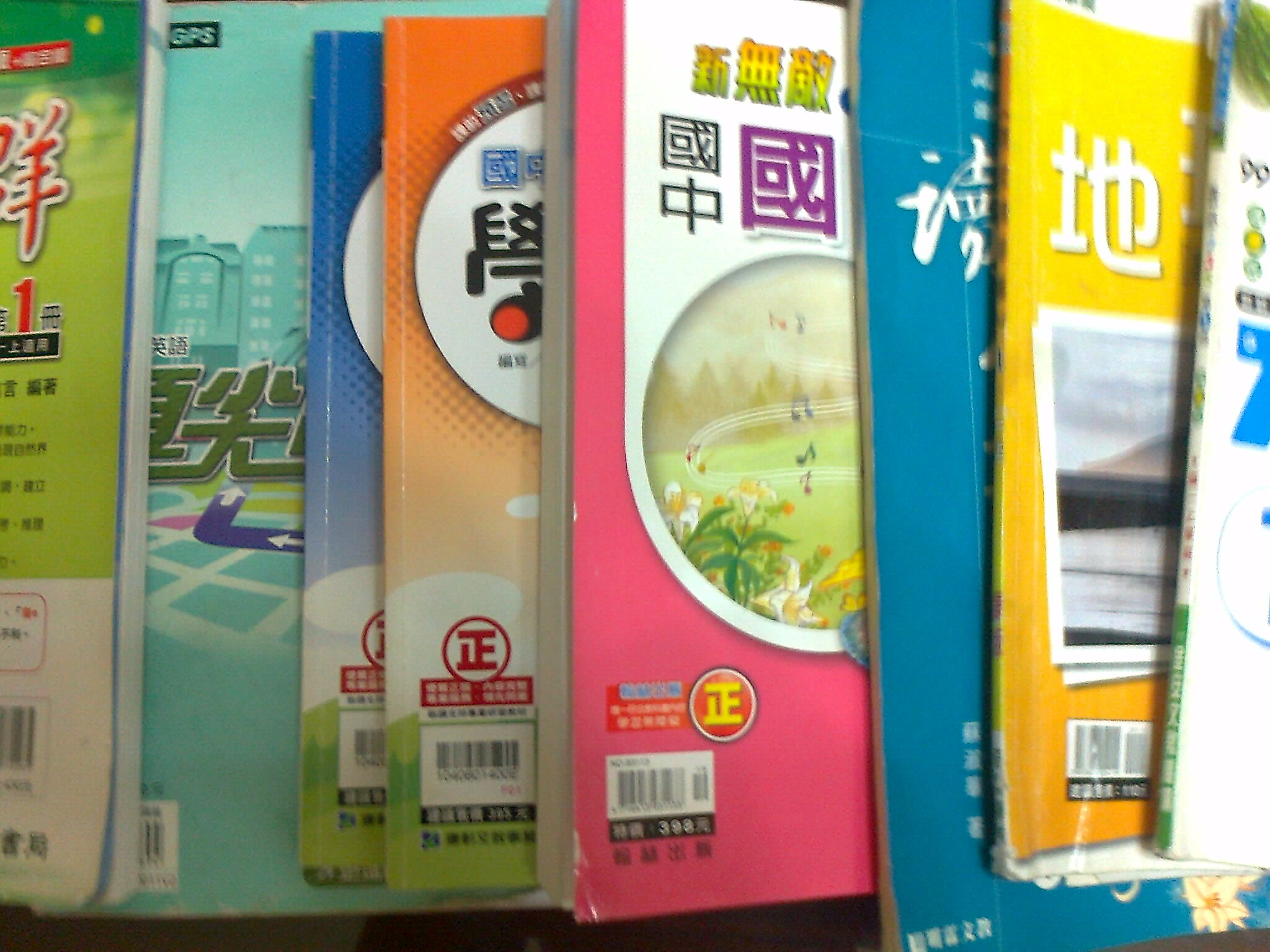
針對國中教科書編寫的講義

戰後初期，臺灣省行政長官公署教育處使用國定本，禁止舊有日文課本的流通發售，國定本教科書則委由正中書局、開明書店和臺灣書店3家業者發行。但當時民眾的購買力遠不及課本的售價，初中的《初級國語文選》一本就要52元，加上3家業者的總印刷數目過多、中學生人數太少，使課本供過於求。政府雖同意負擔山地學生的教科書費用，但仍不願全面負擔學生的書籍費，僅要求業者給予折扣、從廉供應。
民國57年（1968年），政府發布〈革新教育注意事項訓詞〉，規定教科書應稟持「倫理、民主、科學」的精神，統一由國立編譯館撰寫。此後直到民國76年（1987年）解嚴前，臺灣的教科書制度並無重大改變。民國77年（1988年），教育部在第6次全國教育會議中決定教科書從國定制改為審定制，逐步開放民間業者撰寫音樂、美術、體育等選修科目的教科書，聯考學科的教科書則仍由國立編譯館印行。直到民國91年（2002年），教育部才決定國中教科書完全由民間業者發行，全面實施審定制。

### 考試

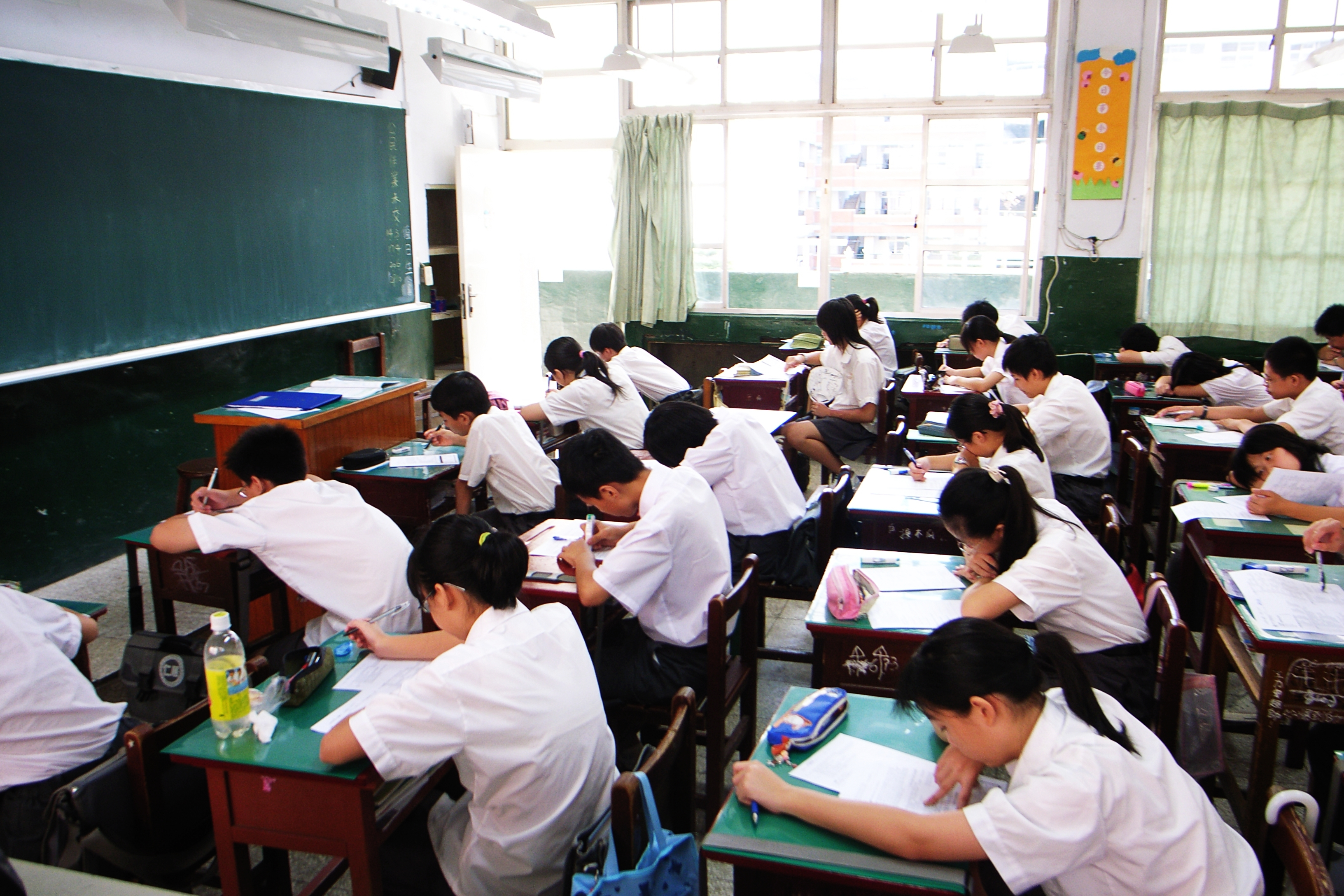
國中生普遍需面對升學壓力，課業和平時測驗繁重。圖為臺中市立居仁國民中學某班的一次英文小考。

依《國民小學及國民中學學生成績評量準則》第6條規定，國中的成績評量分為定期評量（段考）和平時評量兩種。學校在每學期不超過2次的前提下，可以針對升學考試安排模擬測驗（模擬考），只是模擬測驗不可以納入期末成績結算，作為學生的學業表現。國民中學將學生的百分制期末成績轉換成優、甲、乙、丙、丁五等第，每學期末結算一次，並通知學生和家長。學生在修業期間的總成績須及格才能拿到畢業證書，否則只能拿到修業證明書。

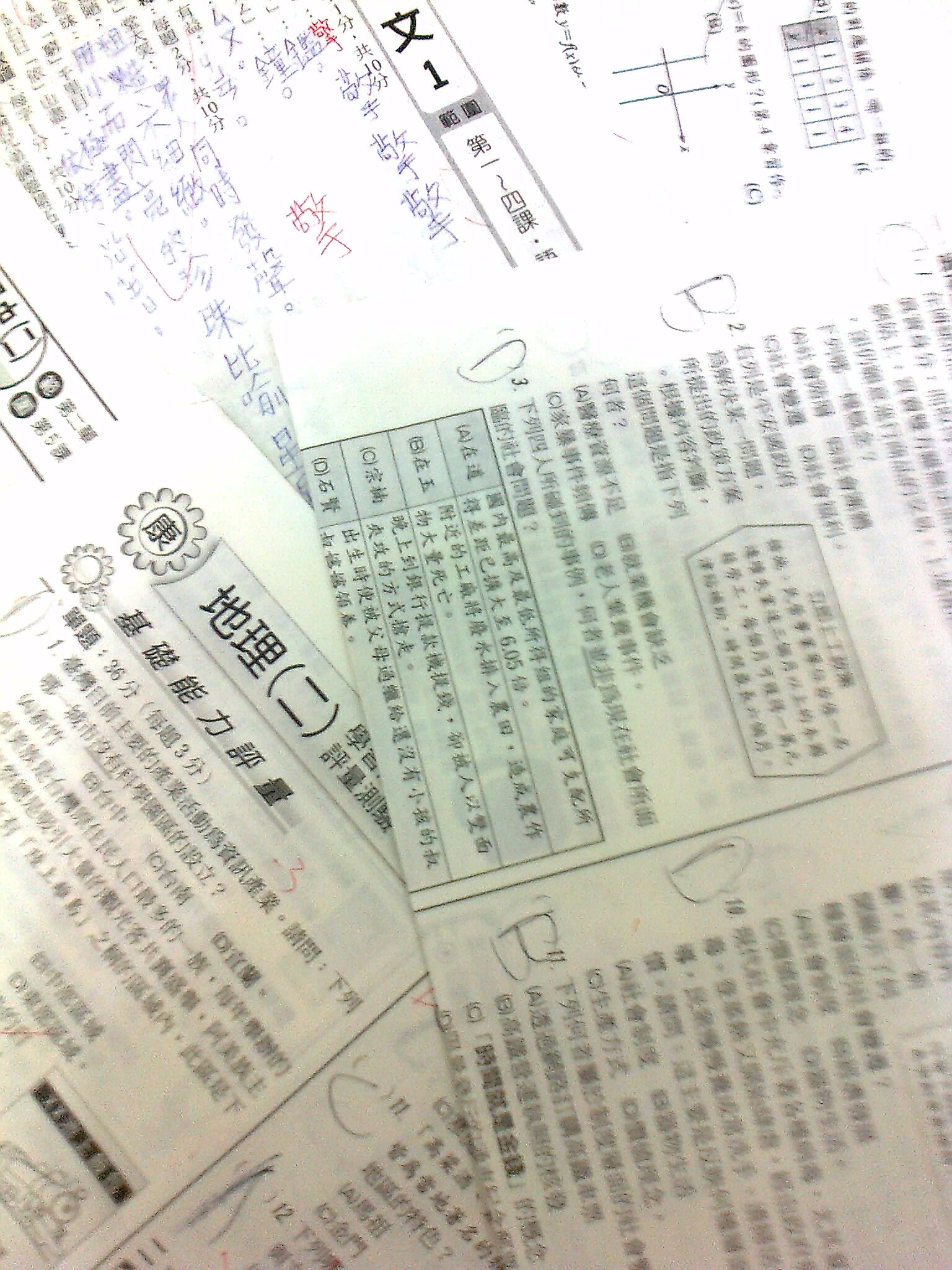
國中定期測驗的試題由各校教師命題，平時測驗因影印經費不足，多使用坊間出版的測驗卷。

民國103年（2014年），十二年國教正式實施，原作為國中生升學考試的「國民中學學生基本學力測驗」由國中教育會考取代。改制後，國中生可透過「免試入學」與「特色招生」兩種管道繼續升學。免試入學沒有入學門檻或條件，只要報名高中的學生人數未超過招生名額，學校就全額錄取。若報名人數超過招生名額時，則依「超額比序採計項目」，決定學生錄取與否。包括會考分數、學生志願順序、多元學習表現（如獎懲紀錄、社團參與、服務學習等）、適性輔導建議等，都會列入超額比序採計範圍內。而特色招生，則是少數經過教育主管機關認可的高中所開辦的入學考試，依考試分數決定學生能否錄取該校。
民國90年（2001年）以前，臺灣的中等學校入學考試採地區聯合招生模式，經考試成績被動或主動分發至志願學校。民國36年（1947年），教育部修正《中學規程》，規定初中畢業生須經考試進入高級中等學校就讀，是第一個規範高中入學考試的法令。戰後初期，臺灣的高級中等學校入學考試為各校單獨招生，由各校的「招生委員會」自行命題、監考、閱卷、放榜。但單獨招生會造成學校龐大的行政壓力，因此逐漸趨向數校聯合招生，共同分擔行政業務。臺灣第一場高中聯合招生入學考試由臺北市建國中學、成功中學、北一女中、北二女中和師大附中等5所臺北市高中在民國41年（1952年）試辦，民國47年（1958年）正式舉行臺北區高中聯合招生入學考試，臺灣其他地區也陸續跟進舉行聯合入學考試。聯招為當時的國中生帶來沉重的升學壓力，雖然曾有過些微的技術校正，但真正重大的變革卻發生在民國87年（1998年），教育部公布「高級中學多元入學方案」，高中入學考試走向多元化，革除過去「一試定江山」的弊病。
國中生正處於青春期，面對考試時比成人或兒童更容易有壓力。完美主義和自我設限都會加劇壓力的程度，其中自我設限指的是人處於可能威脅自尊的情境時，容易對自己產生不確定感，因此會為障礙找藉口、為失敗找理由，以調適內心的感受。男生的自我設限程度比女生高，九年級生（國三生）的自我設限也比七、八年級生（國一、二生）來得多。自我設限越多的的國中生，考試壓力也就越大。教師和家長應給予國中生適量的期望，過多或過少都可能造成壓力。國中準畢業生正處於決定人生方向的時期，對未來的規畫是壓力源之一，適時輔導、積極協助，才能減輕國中生的生活壓力。

## 學校

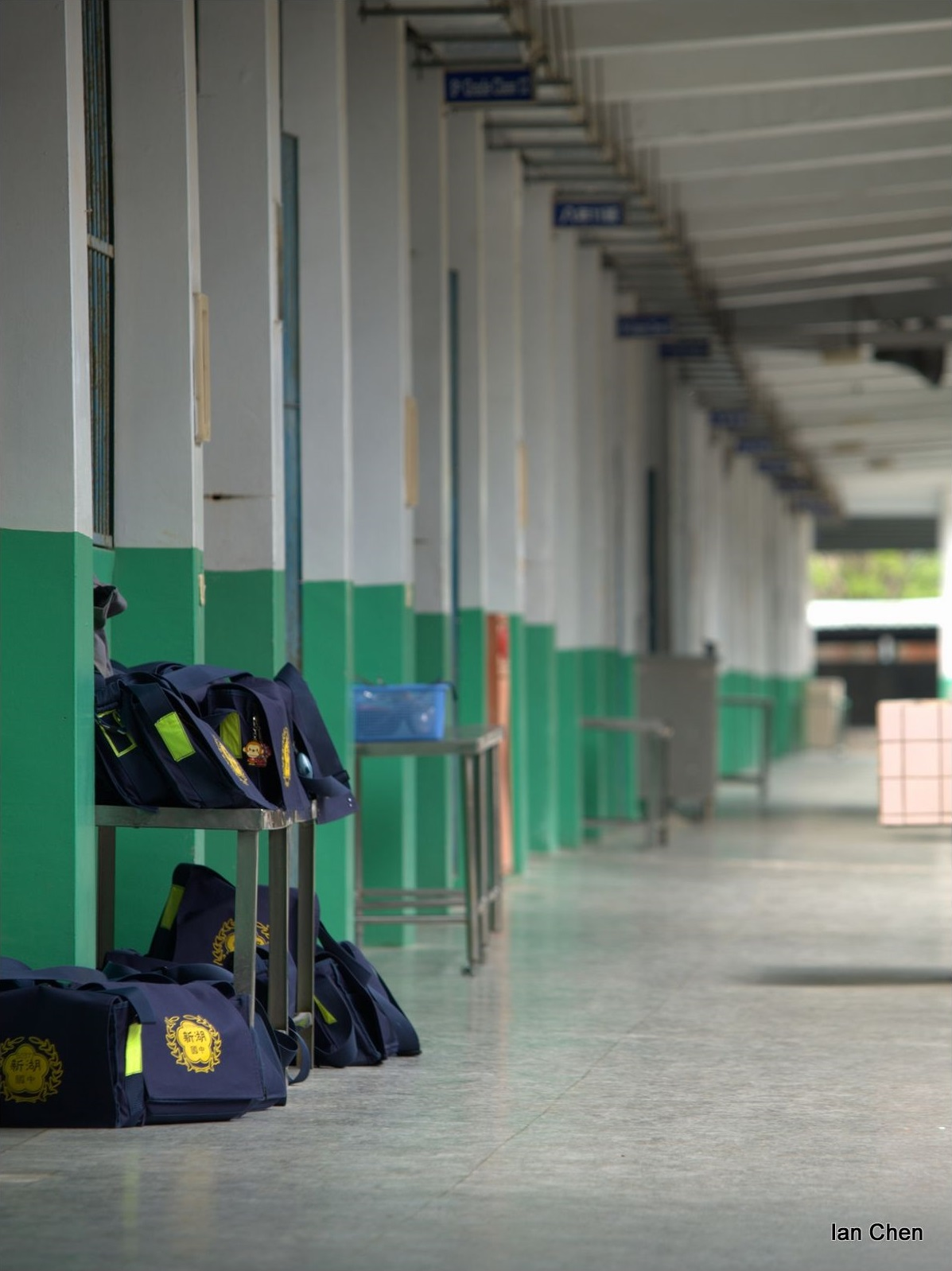
國中生上學時通常會揹制式書包，樣式由各校自行設計。圖為新竹縣新湖國中走廊上的學生書包。

104學年度（2015年8月－2016年7月）時，臺灣共有733所專設國民中學，其中13所為私立學校；專設國中校地總面積約2,317.3公頃，另約有613公頃為體育課程用地。臺灣的國中大多為男女合校，目前僅有11所學校只招收單一性別學生，其中10所為女校，男校僅有1所（新北市私立徐匯高級中學附設國中部）。原住民族教育方面，依《原住民族教育法施行細則》第3條規定，在原住民地區，原住民學生達總學生人數{\displaystyle {\tfrac {1}{3}}}的國中以及在非原住民地區，原住民學生達100人以上或佔總學生人數{\displaystyle {\tfrac {1}{3}}}的國中為原住民重點學校，應優先聘任原住民教師，必要時可聘任當地原住民耆老教授原住民文化。臺灣一共有65所國中是原住民重點學校，以花蓮縣、臺東縣、新竹縣等原住民聚居地區最多。
國民中學的一年開始於9月，分上下兩個學期。寒假的日期由政府統一制定，通常是在每年的1月底至2月初。寒假後就開始下學期的課程，一直上到6月底才放暑假。每學期開學時會進行一次健康檢查，並做成健康記錄。學校一週上5天課，採週休二日制，每年舉辦一次校慶、運動會和校外教學，校慶可以放假，日期由各校自訂，但不能超過1天。國中生在學校分成三個年級，九年一貫課程後稱為七年級、八年級和九年級，但也常稱呼為國一、國二和國三。在臺灣的校園文化中，不同年級的學生會相稱學長姊或學弟妹，雖然不會一起上課，但可以一起參與社團活動。

### 行政

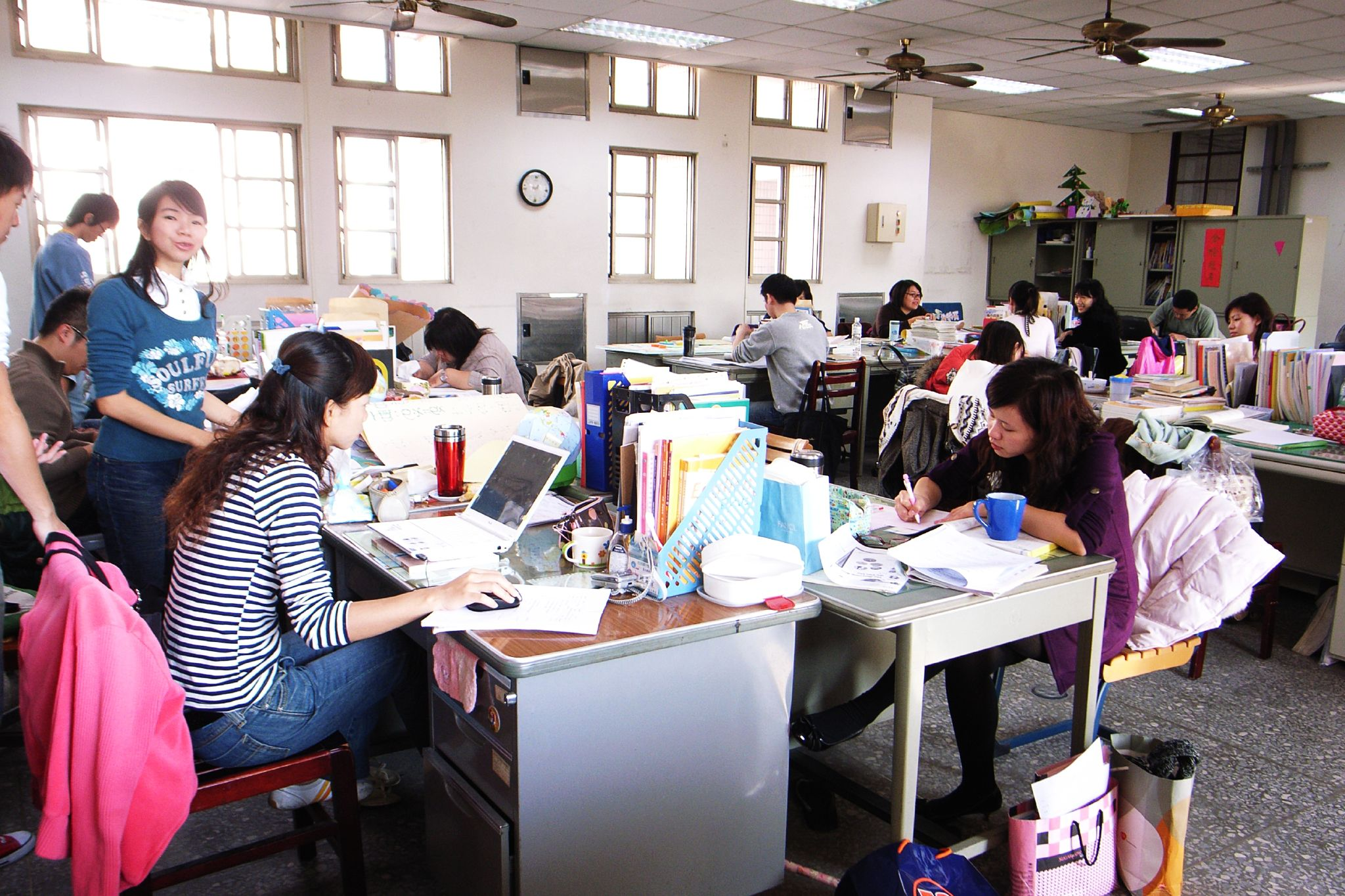
行政人員維持學校的日常庶務運作。圖為臺中市立光明國民中學的辦公室。

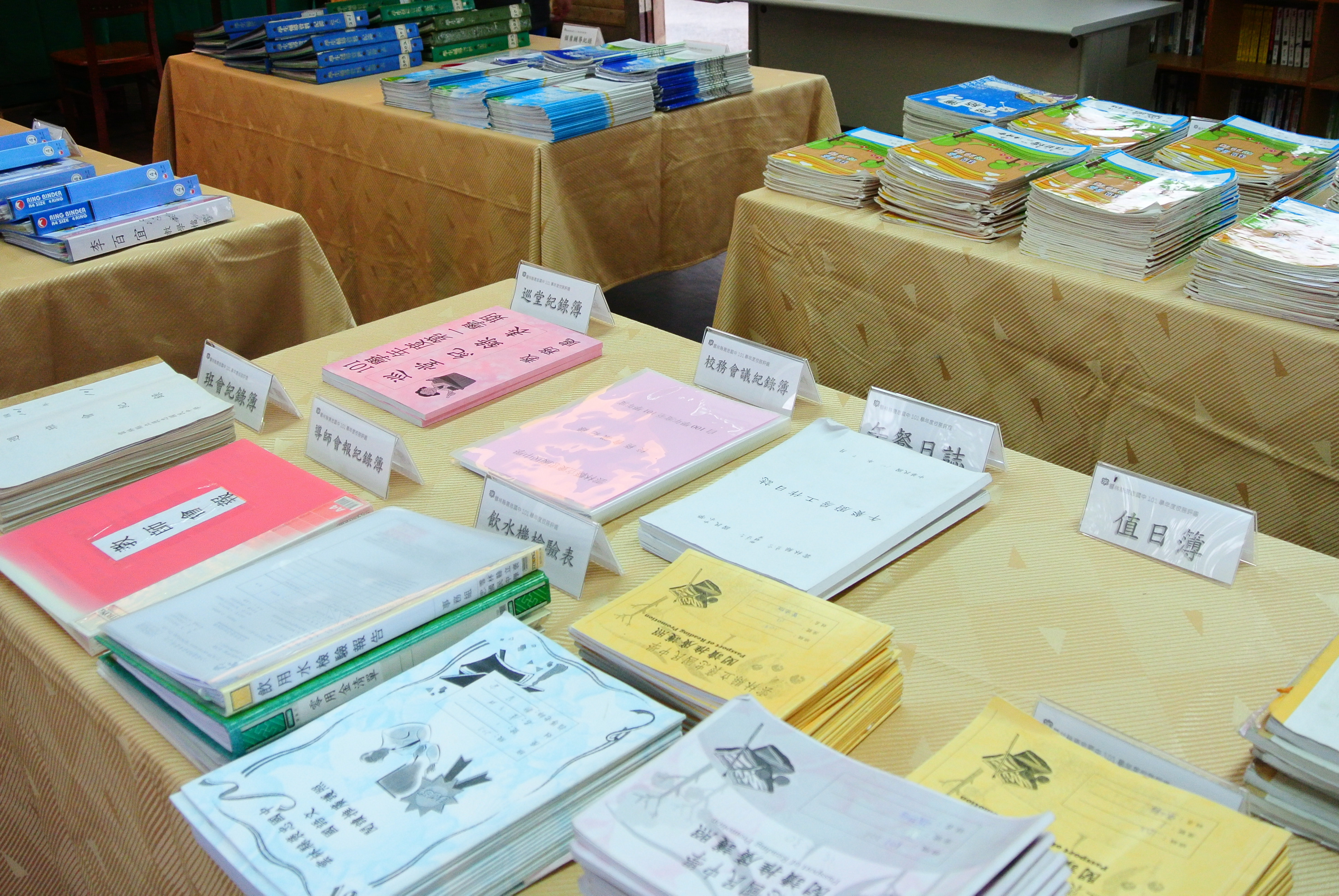
雲林縣立褒忠國民中學準備給校務評鑑委員評鑑的行政資料

法律上，公立國民中學的行政人員具有公務員的身份，受公務員的任用、薪俸、銓敘和退撫制度管轄。104學年度時，臺灣一共有6,659位專任國中行政人員。教師依法可兼任行政職，辦公時適用《公務員服務法》第24條所定義的公務員，教學時則適用《教師法》規定。國民中學的行政組織依《國民教育法》規定，在校長之下設教務處、學務處、總務處和輔導室4個行政處室，其下分設專業行政組別，處室的主任和各組組長均由教師兼任。
專任國中行政人員包括幹事、管理員、學校護理師、住宿生輔導員、體育教練、營養師、人事和主計人員等。行政人員的員額均受法律限制，並依其專業分受不同法律監督，例如校護受《學校衛生法》管轄，人事和主計人員各有其人事和主計法規。國中雖然採學區制，但偏遠地區的國民中學應設置宿舍，供學生住宿，而宿舍需設置一名輔導員，照顧這些住宿生。國中如果有提供營養午餐，必須聘請一名營養師監管，但也可以多校合聘。
依《國民教育法》第5條規定，國中生不需要繳學費，但學校可以酌收學雜費或班費。國民中學每年所需要的經費由地方政府支出，中央政府只在有實際需求時給予經費補助。國民教育是財政優先編列對象，因此地方政府在籌措預算時，需優先籌措國民教育經費。此外，對家境貧困或社會相對弱勢的學生，中央或地方政府都會設置各種補助或獎學金，教科書也由政府供應。

### 設備

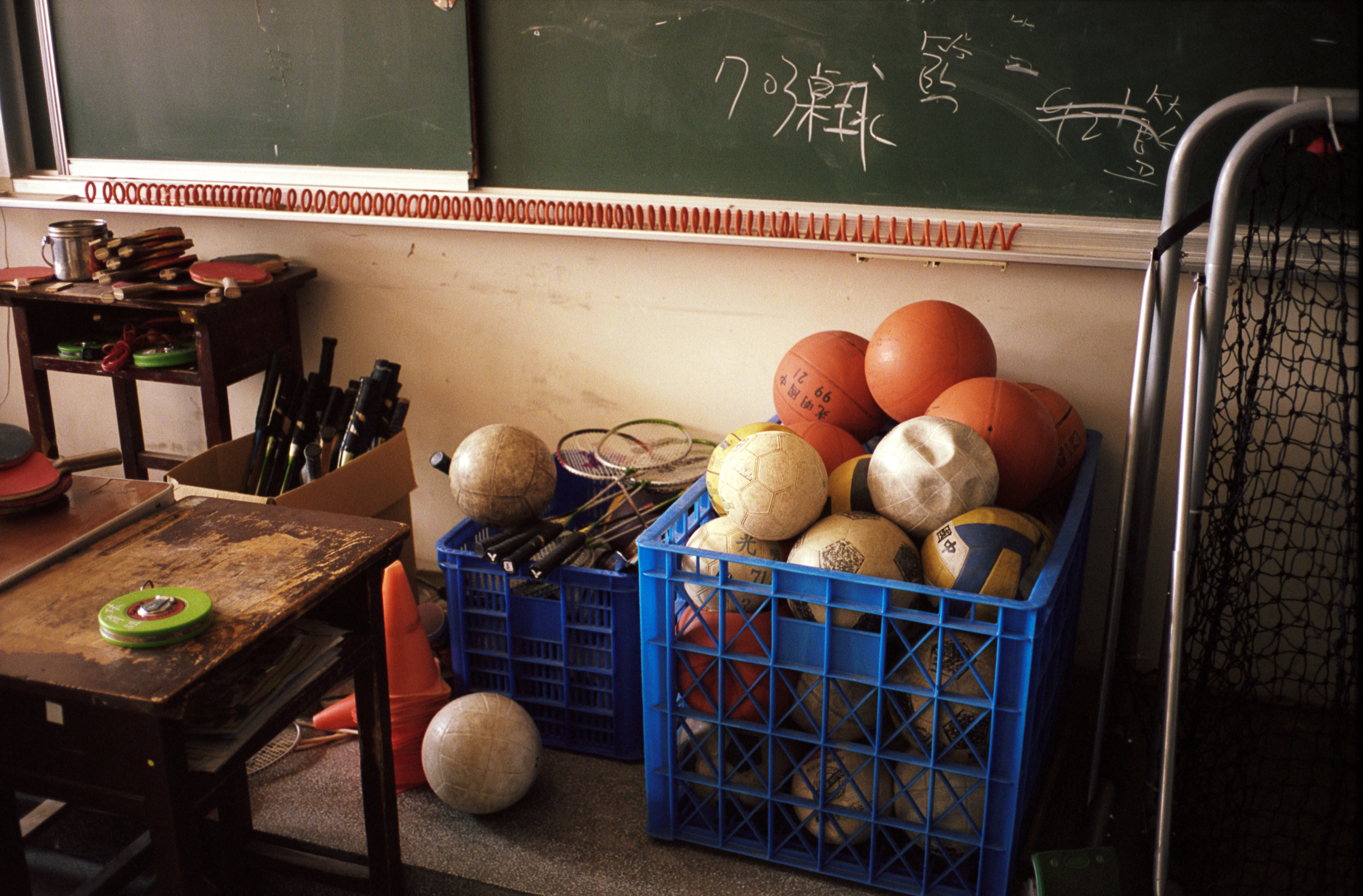
籃球、排球、羽毛球、網球和躲避球是國中體育課常見的球類運動項目，學校應備齊相關球具。

國民中學的設備標準為民國91年（2002年）頒布的《國民中小學設備基準》，該法對校地、建築、環境、安全、管線和教學設備作出規範，以「建構優質學習環境」。臺灣的國中、國小採學區制。以學校為中心，半徑1.5公里內、學生步行通勤半小時的距離為某校學區，並儘可能遠離工廠、市場、車站、戲院、鐵路或公路等會干擾教學的設施。校園環境須無障礙、遮陽、防眩光、防噪音、保持空氣清新和植栽綠化，並加裝安全監控系統，維護校園治安。
教室大小的標準為學生每人2平方公尺，配有黑板、公告欄、有線電視、網路線和每個學生一套課桌椅加置物櫃。學校內設有專科教室、圖書館、電腦教室、保健室、活動中心和教具室等設施，並配有各種辦公室供教職人員辦公。校長室大小與普通教室一致，教師辦公室則以教師每人5平方公尺為大小標準。行政辦公室中以輔導室面積最大，內部應設置個別諮商室和團體輔導室，供輔導人員和學生使用。
廁所方面，每100位學生的男女廁所配置不同，國中男生廁所配置的小便斗（4－5個）前端須離地至少52公分，如廁隔間（2－3個）寬約100公分；女生廁所則配置如廁隔間7－8個。男女廁所均配置72公分高的洗手臺。早期臺灣的國中男廁多半採用溝槽式設計，男性得站在有排水孔的溝槽前向牆壁如廁，沒有隔板；至於女廁，雖然兩性的廁所是1：1設置，但因為女性如廁時間較長，常造成女廁供不應求。兩者都在1990年代受到重視與改善，目前臺灣的國中男廁大多配有小便斗和隔板，女廁隔間的數目也比男生廁所多。但法令對舊建築沒有強制力，因此學校若未進行更新，問題依然存在。
學校為配合體育教學，可設置400公尺跑道的田徑場、綜合球場和至少能容納一座標準籃球場的體育館，內部附有體育器材室、更衣室和淋浴間。依課程需要，學校須採購不同的教學設備供教師和學生使用，如數學科的積木、圓規、社會科的各式圖表和自然科的物理、化學設備與藥品等。經費來源主要為政府補助，但也可以接受捐贈，只是必須在法令規範下進行。

### 圖書館

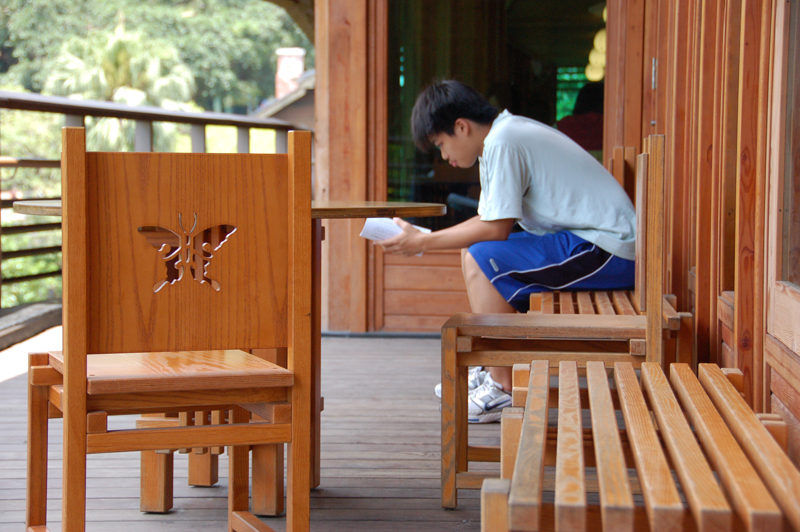
臺灣教育向來鼓勵青少年閱讀。圖為正在臺北市北投圖書館看書的男孩。

臺灣的教育政策向來鼓勵學生閱讀，教育法規中也規定學校應設立圖書館，服務師生求知需求。依《圖書館法》第4條規定，國民中學的學校圖書館以校內師生為主要服務對象，提供教學資源，並負有實施圖書館利用教育的責任。學校每年的預算中必須包括圖書館營運的費用，以及採購新書、報紙、期刊和多媒體資源的經費。104學年度（2015年8月－2016年7月）時，全臺國中的學校圖書館裡共有1,144萬4,059本書，以圖書分類計，收藏最多的前5名分別是語言文學（492萬3,667本）、史地（123萬4,391本）、科學（114萬3,825本）、社会科学（112萬6,566本）、總類（79萬5,289本）和艺术類（91萬9,594本），總借閱人次達274萬2,541人。
臺灣自民國60年代（1971年－1980年）起開始發展學校圖書館系統，民國76年（1987年）頒布《國民中學設備標準》，將圖書館納入學校必備設備中。民國80年代（1991年－2000年）開始更新系統，進入自動化時代。九年一貫課程實施後，學校圖書館成為教學資源中心，提供教學上的輔助功能。然而國中圖書館普遍面臨館員專業知能不足、館藏缺乏和館舍陳舊的問題，教育部雖已頒布《國民中學圖書館設立及營運基準》，但因為沒有法律強制力而無太大作用。
國中生正處於探索自我的成長階段，學校圖書館肩負提供多元知識的責任，若能建立國中生的閱讀習慣，將有助於這些青少年完成社會化過程。。然而，臺灣的國中生普遍不會主動到圖書館借閱書籍，有閱讀習慣的青少年成為少數族群。造成國中生不閱讀的主因是家長和教師自己也不閱讀，以及升學主義。然而研究指出學生在面對課業壓力時，課外閱讀有助於減輕壓力，而且並不會因此降低學業上的努力，尤其基本學力測驗的考題趨向生活化，培養閱讀習慣反而能增加閱讀理解力，有利於考生作答。

### 生活輔導

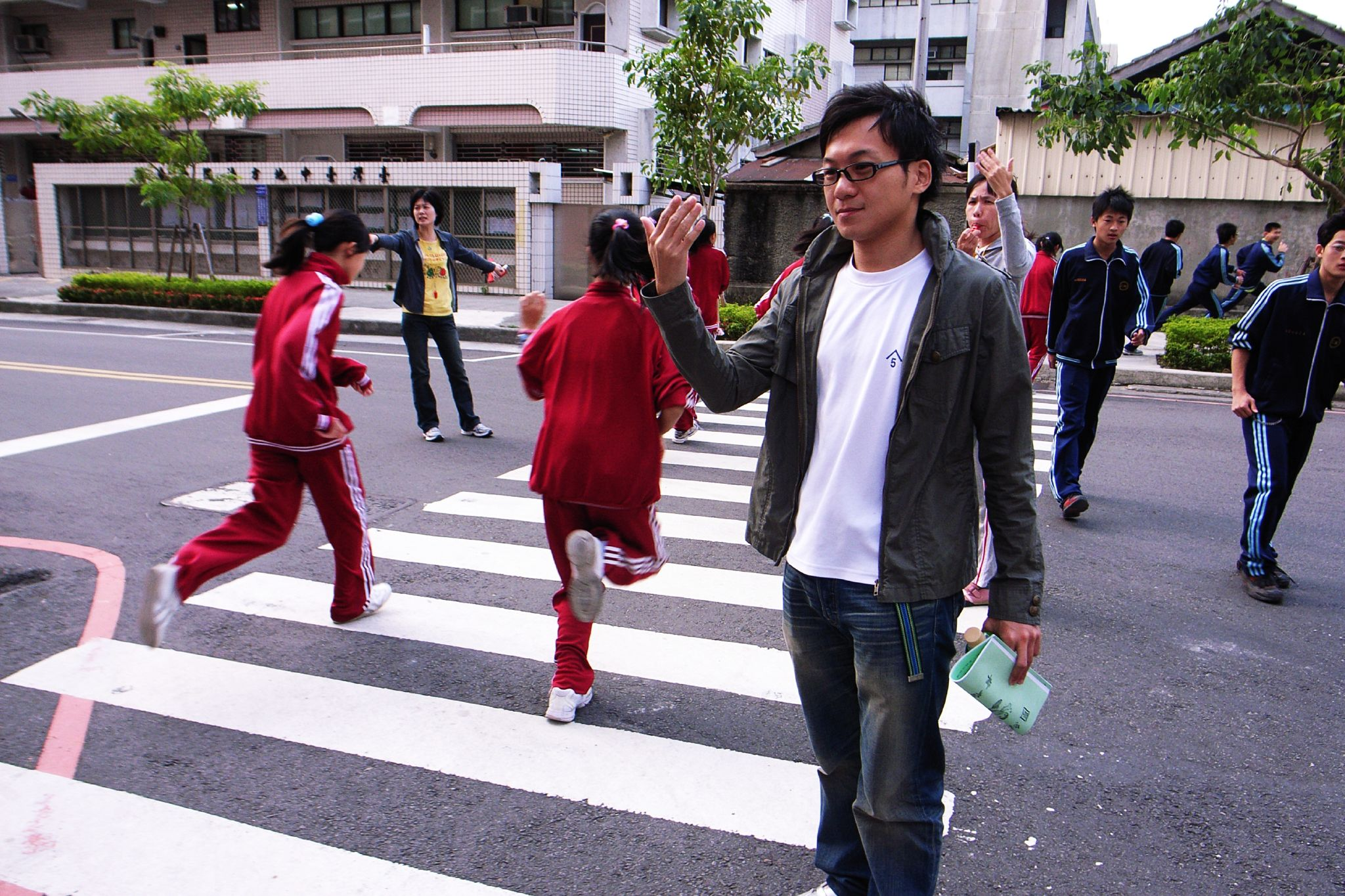
維持學生在校門口的交通安全也是學務處的職責之一。圖為正在指揮交通的臺中市居仁國中教師。

「生活輔導」指的是學校對學生日常行為的約束、獎懲與輔導。自民國91年（2002年）起，臺灣的國中全面實施教訓輔三合一制度，將校級行政單位「訓導處」改名為「學生事務處」，訓導主任也改名為學務主任，但非強制，法令也沒有統一。目前在臺灣，國中學務處通常會設置「生活輔導組」，負責監督學生校內與校外的行為，維護校園治安。
依《國民教育法施行細則》第14條規定，訓導處的職責包括學生生活管理、實施公民和道德教育、辦理體育活動、督查衛生保健項目，和配合輔導單位進行生活輔導等。訓導人員在執行業務時必須和家長、學校、導師與學生緊密聯繫，必要時還需和專業輔導人員、警察與媒體溝通。除此之外，訓導處也是校園災害的通報受理單位，負責在緊急狀況時成立應變小組，通報上級，執行救災任務。
學務處可說是校園安全的第一道防線，因此訓導人員的職業壓力也比其它教師或校務行政人員來得重。尤其國中生處於青春期，和兒童期的國小生、經過考試篩選的高中生比起來更不容易管教。國中訓導主任普遍不願留任，續任意願偏低，主因是工作壓力和情緒耗竭，多由新進主任擔任。另外，由於訓導工作和學生人權有重大關係，因此常成為教育改革的重點，如何兼顧人權和管教，是臺灣社會持續討論的教育問題。

## 主要議題

### 體罰

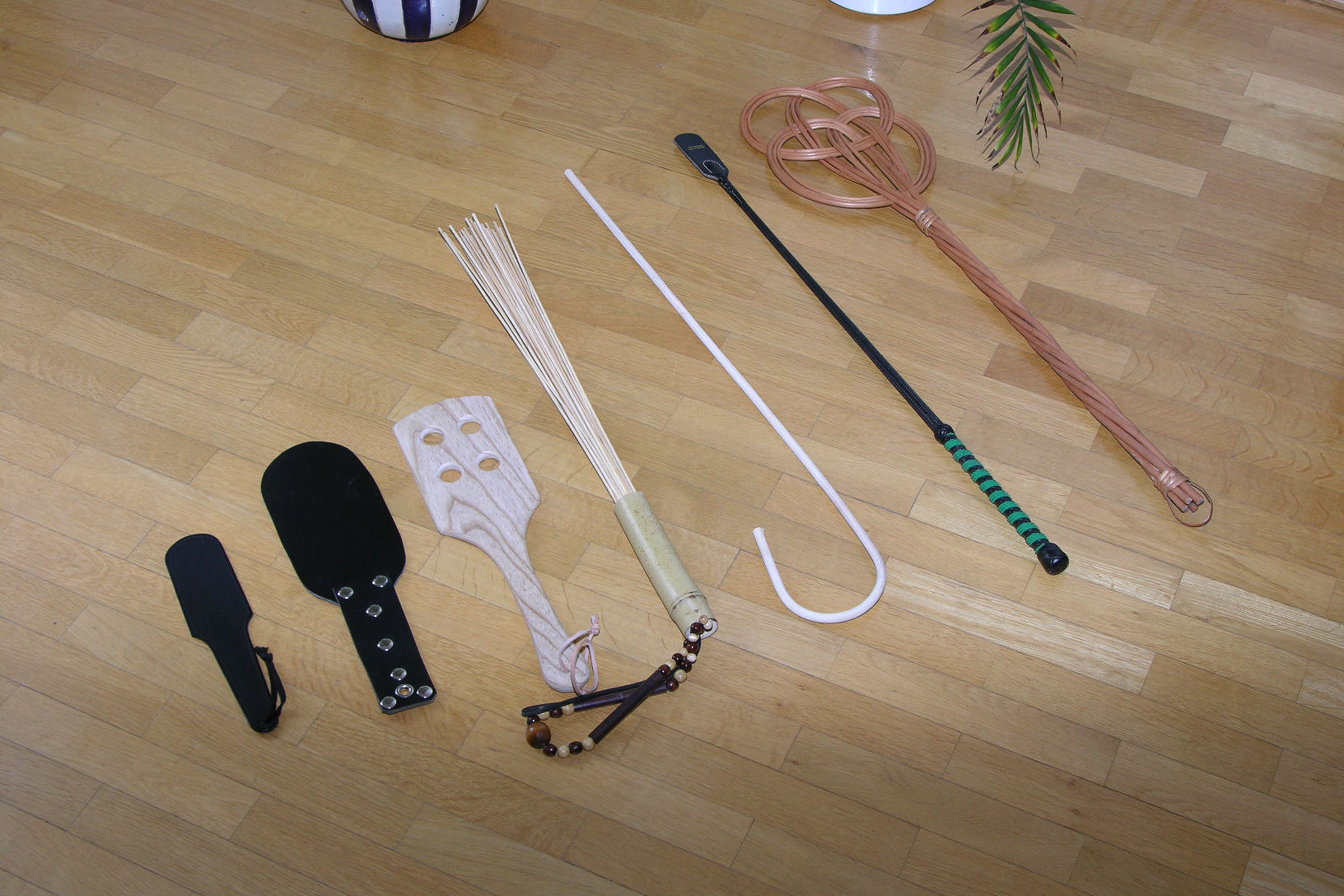
以器具或身體部位處罰學生，造成客觀上的身心傷害即為體罰。圖為常見的鞭打器材。

民國95年（2006年）前，臺灣教育主管機關雖不支持體罰學生，卻也未立法限制。直到民國95年（2006年）立法院修正《教育基本法》，通過「校園零體罰條款」，才正式禁止教師體罰學生。國中教師在平等、比例與保密的原則下有管教、輔導學生的義務，但如果在客觀上造成學生身心傷害，就屬於《學校訂定教師輔導與管教學生辦法注意事項》所定義的體罰。舉例來說，用任何物品鞭打學生、處罰半蹲、惡意的肢體接觸或長時間罰站都算是體罰，善意的肢體接觸、罰寫作業、勞動服務、靜坐和不超過一節課的罰站則不算是體罰，而是正當的管教措施。
根據教育部在民國97年（2008年）針對國中生做的統計調查顯示，臺灣25個縣市在當年度1至2月的體罰平均值為15.8%，也就是每1,000個國中生中就有158個曾被體罰。84.4%的國中生從未被體罰過，曾被體罰過1－2次的國中生有12.2%，每天被體罰的不到1%。以縣市計，全臺灣有10個縣市高於總平均值，前3名分別為嘉義縣、彰化縣和屏東縣。體罰的原因中以「考試成績不佳」為最大宗，其次是「作業未交」和「未遵守校規」等理由。
國中教師在教學上擁有專業自主權，也具有管教和懲戒學生的義務，但「學生因體罰成傷」不在法律定義的管教範圍內，教師若體罰學生，就可能構成傷害罪。尤其國中教師在《刑法》上具有公務員身份，觸犯傷害罪時可加重其刑。但體罰的必要性、管教權範圍和「零體罰」政策的成效在臺灣依然是個持續爭論中的議題，以人本教育文教基金會為首的團體認為應全面廢除體罰，但也有教師和家長認為輕微、非重大傷害性的體罰是管教的合理手段。無論如何，體罰在臺灣依然是被禁止的行為，教師在管教時應依循善意、平等、比例、保密等原則，不能逾越教育分際，對學生的身體或心靈造成傷害。

### 性犯罪
在校園中，性騷擾依對象可分為教師對學生、學生對學生、學生對教師和陌生人對師生四種類型，其中以學生對學生的性騷擾最為常見。根據教育部統計處的數據顯示，民國104年（2015年）時總共有170件性侵害案發生在國中校園內，其中115件受害者為女性，55件受害者為男性。另外，當年度共有928件國中性騷擾案，其中737件受害者為女性，191件受害者為男性。無論是性侵害還是性騷擾案件，加害者都以同學為主，其次是教師和行政人員。
依《性別平等教育法》第9條規定，國民中學校內應設有5至21人的性別平等教育委員會（簡稱性平會）處理性侵害、性騷擾或性霸凌案件，性平會負有通報、調查、保密和行政處分的權力與義務，其成員應包含專家學者、教師代表和家長代表，且女性委員佔性平會委員的比例不能低於{\displaystyle {\tfrac {1}{2}}}。學校必須在得知事件後24小時內通報地方政府教育局處，得知的方式包括接獲檢舉、主動發現和媒體報導等。相關人員超過24小時未通報，讓性侵害事件重演的話，校長、教師或行政人員可被解聘或免職，負起行政責任。
國中生的年齡大多介於12歲到15歲之間，低於臺灣法定最低合法性交年齡，因此受到《兒童及少年福利法》的保護。加害者如果是教師或行政人員，依法可加重其刑，判刑確定後還可以褫奪教權，永不錄用。但加害者如果是同學，由於尚未成年，刑責可被減免，只須交付保護管束。政府和學校對性犯罪受害人有提供諮商、法律、學業和經濟協助的責任，也有懲戒、輔導加害學生，預防再犯的權力與義務。

### 校園霸凌
臺灣目前雖然沒有調查校園霸凌在國中的盛行率，但民眾普遍認為霸凌行為常存於校園之中。校園霸凌具有長期、重複、地位不對等，而且隱密的特質，國中生受到霸凌時比國小生更不會求助於成人，反而會求助於同學。這是因為國中生正處於青春期，成人對青少年的影響力和約束力不像對兒童那麼深，因此相對渴望能獲得同儕認同。但被霸凌的國中生常受到人際孤立，很難從同儕身上獲得支持，長期下來可能導致憂鬱症或自卑，甚至出現報復性霸凌，從受害者轉為加害者。
霸凌現象長期存在於國中校園，這不只是學校的問題，也是家庭與社會的問題。以民國99年（2010年）底桃園市立八德國民中學爆發一連串校園霸凌事件為例，不只學生遭霸凌，連教師都是校園霸凌下的直接受害者，造成數十位教師向立委羅淑蕾陳情，事件才在立法院質詢現場公開。事件爆發後教育部和桃園縣教育局成為眾矢之的，八德國中校長於家穀也遭撤換，改由督學代理校務。2011年4月，臺灣監察院以督導不周、延誤通報、漏報校產為由，對八德國中和桃園縣教育局提出糾正案，整起事件才告一段落。
再以民國100年（2011年）3月間發生的新竹霸凌事件為例，該事件又呈現不同面向。這次事件的爆發是因為加害者將犯行錄影放到網際網路上，更突顯網路在霸凌中所扮演的角色。隨著臺灣網路普及化，2000年代後常發生霸凌加害者將犯行拍下上傳到網路的事件，對被害人造成二度傷害。網路普及讓網路也成為霸凌的攻擊媒介之一，稱為網路霸凌，而且有逐漸增加趨勢。
依教育部在民國100年（2011年）所通過的《防制校園霸凌執行計畫》，教育部和地方政府教育局處都設有24小時免付費反霸凌投訴專線，學生或一般民眾可透過這些專線舉報霸凌事件。各校接獲舉報後應立即進行評估，確認屬實後由校長召開輔導會議，對受害者和加害者進行諮商輔導，必要時可轉送專業諮商機構、醫院或司法單位。國中的霸凌加害者雖然大多未成年，但仍需負不完全的刑事或民事責任，刑罰可以減輕或交付保護管束，以預防再度犯案。

### 中途輟學
中途輟學指的是國中和國小學生未經請假、無故3日以上不到校，這樣的學生稱為中途輟學生，簡稱中輟生。104學年度（2015年8月－2016年7月）時臺灣一共有3,550個國中中輟生，中輟率為0.47%，輟學狀況比國小要嚴重很多（434人、0.04%）。國民中學若發現學生輟學，應立即通報地方政府，地方政府再通報教育部和強迫入學委員會，最後由教育部將學生資料送往內政部警政署協尋。學生若因貧窮或家庭變故而無法上學，則適用社會福利救助，政府需指派社工人員前往訪視。中輟生復學後會被列為認輔對象，或轉介至提供適合中輟生就學的中途教育設施，提供適性教育。
造成國中生輟學的原因有很多，偏差行為不是中輟的唯一原因，但青少年犯罪卻和中輟有高度的相關性。家庭和學校是影響中輟生就學意願的主要因素，家庭結構改變、親子關係不良、管教過當、人際疏離和依附性薄弱容易造成學生中輟。中輟生即使復學，也很容易再度輟學。這不只是個人原因，而是學校、家庭、社會等各種因素的結合。中輟復學生回學校上課後常面臨教師和同學的排擠，輟學期間的偏差行為又沒有矯正，加上輟學前低落的學業表現復學後依然存在，多種因素交互影響下，中輟復學生容易再度逃離校園，反覆輟學。
臺灣目前有102所「零拒絕」中介教育設施，依收容方向不同分為資源式中途班、慈輝班、合作中途班和中途學校。這些設施可以由地方政府辦理，但也常和非營利組織合作。中輟生在中介設施就學時，他們在一般學校的學籍會被保留，以免被標籤化。臺灣的中途教育設施收容的對象經常是被法院轉介過來的個案，但中途教育設施本身常面臨經費不足、社區排擠和流動性高的問題，因此目前多採縣市分區收容的方式，強化營運效能。

### 青少年犯罪

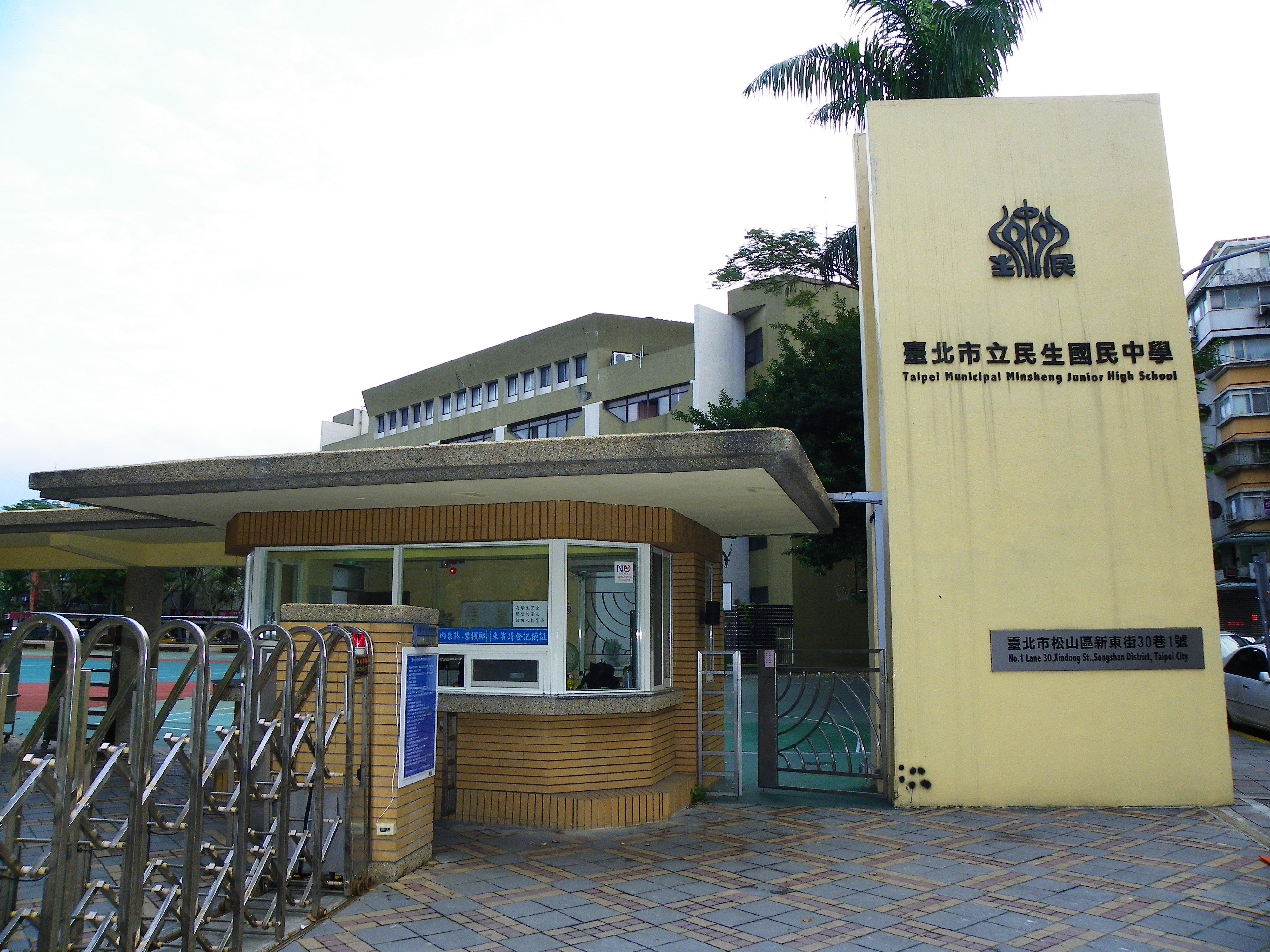
國中校園在上課時門禁森嚴，外人出入必須抵押證件。圖為臺北市立民生國民中學校門旁的警衛室。

臺灣在民國103年（2014年）時共有10,969個少年嫌疑犯。少年嫌疑犯指的是犯案時未滿18歲的嫌疑犯，年齡約介於12至18歲。以案件別計，少年嫌疑犯以偷竊（3,155人）被捕最多，其次為傷害（1,453人）、毒品（1,381人）、公共危險（770人）和妨害性自主（755人）等罪嫌。
國民中學的校園治安主要由訓導處和校警維護，校警受地方警察局監督，負責校內師生安全，與學校的門禁防護。青少年犯罪中，校園幫派是其中之一，有11%的國中生會擔心幫派入侵，而幫派少年加入幫派的年齡大多介於12－15歲，正好就是國中階段。將近一半的少年加入幫派後會感到後悔，但幫派活動充滿玩樂和犯罪，容易使這些少年產生偏差行為。
青少年犯罪的成因眾多，但主要和家庭結構不良、對學校的依賴性不足有關。有犯罪前科的國中生大多也有中輟和逃家經驗，他們在初期會出現一些輕度的偏差行為，例如抽煙、喝酒和飆車，為了預防，警政署也加強到國中校園作法治教育。家庭部份由社福單位介入，而學校部份則由中途教育設施提供適性教育，以避免青少年犯罪再度發生。

### 營養午餐弊案
2011年新北市爆發多所國中校長涉入營養午餐弊案，外界因此質疑國中校長的專業能力及品德操守，2012年立委提案修改國民教育法，凡國中校長在兩任任期、8年屆滿後，強制回任陽春教師2年。部分家長有能力卻找藉口不幫孩子繳午餐費，分食補助資源，也是增加政府負擔。含有瘦肉精肉品如果供應給學校的營養午餐，正在發育的國中女學生食用後，可能影響卵巢功能。

### 科科等值
「科科等值」的意思是，盡可能調近個科目間的授課節數，使其趨於一致。臺灣的教師組織長期主張科科等值，認為這是消除科目歧視、促進教育平等的手段。2017年，桃園市、臺南市、高雄市、彰化縣、金門縣、宜蘭縣及花蓮縣七個地方政府，所定國中各科領域教師授課節數，除了國文領域為16節外，其餘各領域專任教師都為18節。但各領域教師面對的國中教育會考科目卻大不相同：國文教師2科（國文、寫作測驗）、英語數學自然社會教師皆為1科、其餘藝能科教師0科。有部份民眾在公共政策網路參與平臺要求全國高中職及國中各科的基本授課節數一致，教育部則正面回應，表示將往科科等值的方向調整。2018年，台中市政府教育局將從107學年度起，把每週授課節數調到趨於一致，落實「科科等值」精神。

## 改革

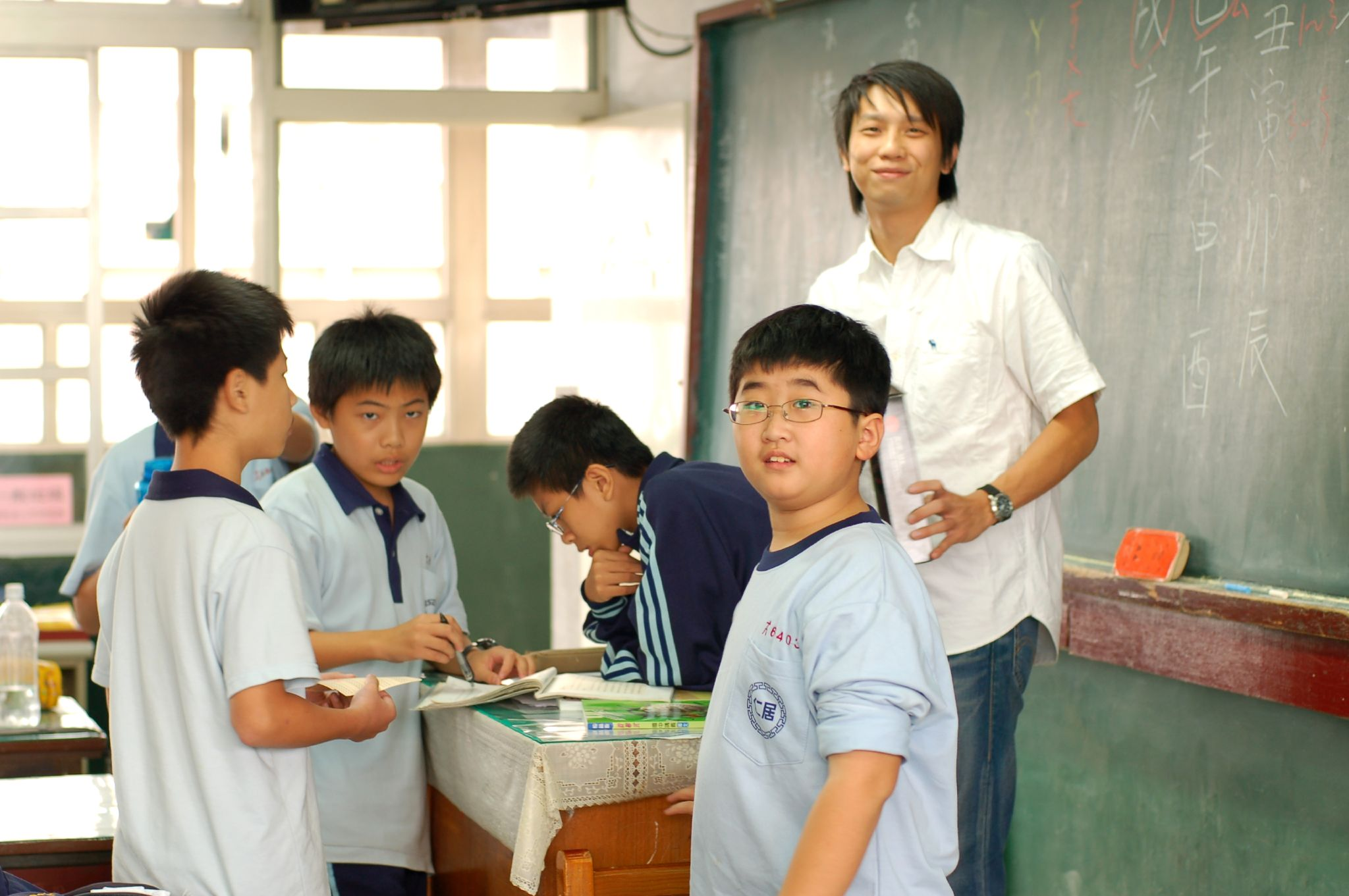
「自主學習」是教育改革的重點之一，目的是讓學生主動求知，而不是被動吸收知識。圖為正在講臺上討論課業的臺中市居仁國中學生和教師。

在臺灣，「教育改革」（簡稱教改）一詞普遍指的是民國85年（1996年）後的一系列教育改革政策，其中和國中教育有關的項目包括國教延伸、廣設高中、教育正常化、自願就學、一綱多本和九年一貫等。解嚴後的臺灣社會風氣趨向自由，改革教育體制的呼聲也四起。民國83年（1994年），行政院設置教育改革審議委員會，負責推動教育改革事宜。兩年後，教改審議委員會通過《總諮議報告書》，跨部會的「教育改革推動小組」也隨之成立，並編列1,570億元新臺幣作為推動教改的預算，教育改革由此而起。
國教延伸方面，「十二年國民基本教育」自民國100年（2011年）起正式推動，民國103年（2014年）時高中職全面免學費、大部份免試入學，對國中教育帶來根本性的影響。國教延伸的構想起源於民國72年（1983年）、達成共識於民國92年（2003年），目的是減輕國中生的升學壓力、提升國民素質、促進教育機會平等和縮小教育落差。。然而臺灣社會對國教延伸能否減輕升學壓力仍抱持疑慮，在免試入學下，學區如何劃分、分數如何採計和「特色高中」能否有特殊入學條件也成為輿論爭議的焦點。
「教育正常化」是教改的重點項目之一。過去高中聯招制度下，國中生升學機會少、競爭壓力大，各種補習班遂因時而生，甚至在學校體制內也出現非常態教學的現象，如課後加強教學、挪用藝能科目、能力分班等。對學校體制內的非常態教學，教育部一度在民國78年（1989年）頒布《加強輔導中小學正常教學實施要點》，但該要點在民國89年（2000年）廢除後，教育正常化就失去中央法源依據，讓監察院在民國100年（2011年）對教育部提出糾正案，要求儘快修法。對此教育部表示將儘快讓新要點上路，督促教師按表授課，和不得於下課、午休、早自習時間安排考試，落實常態教學。
自民國83年（1994年），立法院修正《師資培育法》，大開師範之門後，預備教師人數就大幅增加。但而在少子化趨勢下，臺灣師資已然供過於求，這些找不到教職的預備教師也被稱為「流浪教師」。。為此教育部國教司在民國98年（2009年）規畫增聘偏遠地區的國中小學教師，月薪均4萬元新臺幣以上這是因為流浪教師雖然多，但偏遠地區仍常面臨招不到老師的困境。然而如果要徹底解決流浪教師問題，輿論仍普遍認為應從師範院校轉型、小班制教學和規範教育行業資格等方面著手，才能紓解臺灣過度飽和的教師人力資源。
教育改革的目標是為了革除、改善既有的制度，政府和教改團體所推動的政策也大多效仿自歐美、日本等地。然而，這些政策往往過於激進，忽略制度引進前的可行性研究，以及相關的配套措施，因此民國88年（1999年）後，對教改成效的反思與批評聲浪也開始湧現。其中又以九年一貫課程的內容、一綱多本、零體罰和各種校園問題受到最多批評。政府在改革的同時，也要讓民眾瞭解政策的目的，說服民眾新的制度會更好、計畫會確實執行，並隨時傾聽各方的意見，才能穩定、有反省能力地改革，達到教育改革的目的與初衷。

## 外部連結
- 中華民國教育部官方網站 （页面存档备份，存于）（繁體中文）
- 教育部國民及學前教育署官方網站 （页面存档备份，存于）（繁體中文）